# محمد باقر المجلسي
أَبُوعَبْدِ اللهِ مُحَمَّدُ بَاقِرْ بِنُ مُحَمَّدٍ تَقِيِّ بِنُ مَقْصُوْدٍ عَلِيٍّ المَجْلِسِيُّ الأَصْفَهَانِيُّ (3 رمضان 1037 هـ - 27 رمضان 1111 هـ) / (1627 م - 1 سبتمبر 1699)؛ هو رجل دين وفقيهٌ ومرجع ومُحدِّث شيعي إمامي إثنا عشري، لُقب بعدة ألقاب منها «العلامة المجلسي»، و«المجلسي الثاني»، و<<شيخ الإسلام والمسلمين>>.يعود أصله إلى أحمد بن عبد الله المعروف بالحافظ أبو نعيم (336 هـ - 430 هـ) صاحب الكتاب المشهور المسمى حلية الاولياء في طبقات الاصفياء، ولد المحدث المجلسي في شهر رمضان يوم ثلاثة سنة 1037 هـ في مدينة أصفهان في عصر الدولة الصفوية، تربى على يد والده محمد تقي المجلسي وكان يعيش خلف مسجد الجامع بأصفهان، وتتلمذ على يد كبار علماء الشيعة في عصره من أمثال الحر العاملي والفيض الكاشاني وعلي خان المدني ومحمد صالح المازندراني وغيرهم.
له مصنّفات كثيرة أبرزها كتاب "بحار الأنوار الجامع لدرر أخبار الإئمة الأطهار" الذي يعد من أكبر كتب الحديث عند الشيعة، عاش المجلسي في عصر الدولة الصفوية، وكان والده محمّد تقي المجلسيّ من مفاخر علماء الشّيعة فيها إنذاك، وكان للمجلسي منزلة ونفوذ في البلاط الصفوي، حيث تصدّى لمنصب شيخ الإسلام في أواخر حكم الشاه سليمان وأوائل عهد الشاه سلطان حسين الصفويين، وهو أعلى منصب ديني في تلك الأيّام، تتلمذ على يده كثير من علماء الشيعة كنعمة الله الجزائري وعبد الله الأفندي الأصفهاني ومحمد المشهدي وغيرهم، توفي في السابع والعشرين من شهر رمضان 1111 هـ، وكان عمره 73 عامًا.

## عائلته

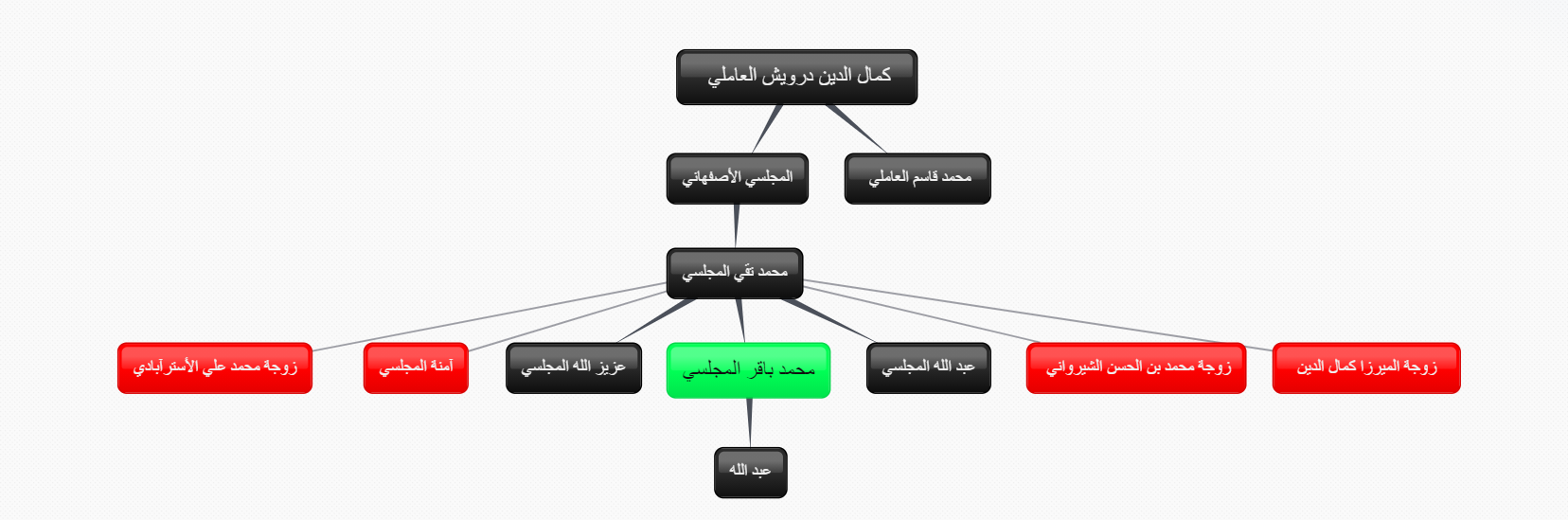
شجر عائلة العلامة المجلسي

- شجر عائلة العلامة المجلسيهو: أَبُوعَبْدِ الله مُحَمَّد بَاقِر بِن مُحَمَّد تَقِي بِن مَقْصُودْ عَلِي المَجْلِسِي الأَصْفَهَانِي[12] والأَصْفَهَانِي نسبةً لمدينة أصفهان، وينتمي العلامة لعائلة المجلسي وهي عائلة مشهور بالزهد والتقوى، أما وجة تسميتها بالمجلسي فيقول العلامة المجلسي: «إنّه لمّا كان جدّه «مقصود علي» بصيرًا ورعًا مروجًا لمذهب الإثني عشرية جامعًا للكمال والحسن في المقال وكان له أبيات رائعة بديعة ولحسن محاضرته وجودة مجالسته سمّي بالمجلسي فصار هذا لقبًا في هذه الطائفة الجليلة والسلسلة العلية»،[13] وقيل أن سبب التسمية يعود إلى قرية في أصفهان يقال لها «مجلس» كان محمد تقي المجلسي يقطنها فلقّبت الأسرة بها.[14] وينتهي نسب عائلة المجلسيّ إلى أحمد بن عبد الله المعروف بالحافظ أبو نعيم (336 هـ - 430 هـ)، صاحب الكتاب المشهور المسمى حلية الاولياء في طبقات الاصفياء،[5] ولكن بعض المؤرخين ينسبه لجبل عامل، بسبب وجود أقوال من محمد تقي المجلسي يصف نفسه فيها «بالعاملي» حيث نسب نفسه لجبل عامل في روایته للصحيفة السجادية، وفي إجازته لإبراهيم ابن کاشف الدين محمد اليزدي، ووصفه أيضًا بالعاملي عبد الله الأفندي في كتابه رياض العلماء، ولكن يقول مصلح الدین مهدوي في السبب الذي وصف محمد تقي المجلسي نفسه بالعاملي:«لأن أمه كانت بنت المولی درویش کمال الدین محمد بن الحسن العاملي النطنزي الإصفهان» التي تنتهي نسبها لجبل عامل، فعليه يكون عامليًا من جهة الأم، ومجلسيًا من جهة الأب.[15]

- لقبه وكنيته: لقبه العلماء بكثير من الألقاب التي منها: «المجلسي الثاني»،[16] و«العلامة المجلسي» وهو أشهر ألقابه،[17] و«شيخ الإسلام المجلسي»،[18] و«الفاضل المجلسي»،[19] و «المحدث المجلسي»[20] و«صاحب البحار»،[21] ووصفه إسماعيل باشا بقوله: «رئيس الشيعة الإمامية»،[22] ولقبه «المجلسي الثاني» تمييزًا عن والده محمد تقي المجلسي الملقب بالمجلسي الأول،[23] وأما لقب صاحب البحار فهو نسبة لكتابه المشهور «بحار الأنوار الجامع لدرر أخبار الإئمة الأطهار».[15]
- جد والده: «هو كمال الدين درويش محمد ابن الشيخ الحسن العاملي ثم النطنزي ثم الأصفهاني، وهو أول من نشر الحديث في الدولة الصفوية بإصفهان،[24] قال عنه المجلسي: «عمدة الفضلاء الأخيار الصلحاء الأبرار»،[25] وقال عبد الله الأقندي: «من أكابر ثقات العلماء»، ويروى عن علي الكركي المعروف بالمحقق الكركي، ويروي عنه محمد تقي المجلسي وعبد الله بن جابر العاملي والقاضي أبو الشرف الإصفهاني وهو مدفون في بلدة نطنز وعلى قبره قبة معروفه.[26]
- جده: «هو مقصود علي الملقّب بالمجلسي الأصفهاني‌ ، كان رجلا فاضلا كاملا بصيرا بالأمور، حازما ورعا مروّجا للمذهب، جامعا للكمالات، حسن المحاضرة، جيّد التقرير، عذب المنطق، حلو الكلام، جيّد النظم للشعر، كثير الحفظ للتواريخ، ولحسن محاضرته، وجودة مجالسته سمّي بالمجلسي، وتخلّص بهذا اللقب وصار لقبا لذرّيته وولده».[27]
- أبوه: «هو محمد تقي بن مقصود علي المجلسي (1003 هـ - 1070 هـ)، رجل دين وفقيه ومُحدّث ومُتكلّم شيعي إيراني يُسمّى المجلسي الأول[28] وهو صاحب الكتاب المشهور بروضة المتقين وهو شرح لكتاب من لايحضره الفقيه للشيخ الصدوق[29] وله كتاب الأربعون حديثا، كان موصوفا بالزهد والفضل والصلاح والعبادة والتقوى والورع،[30] وكان في علوم الفقه والتفسير والحديث والرجال فائق أهل الدهر روى وسمع عن الشيخ البهائي وعبد الله التستري والمحقق الثاني»[30]
- أمه: «وهي بنت صدر الدين محمد عاشوري القمي وهي من أقارب عبد الله جابر العاملي».
- زواجته وأولاده: تزوج من ثلاث نساء، وأنجب منهن أربعة من الذكور وخمسًا من الإناث.[31] وأشهرهم اسمه: «عبد الله»، الذي قال عنه حسن الصدر: «كان فاضلًا في أكثر العلوم، وله في الأدب اليد الطويلة، وينظم الشعر ويتخلّص بذرة».[9]
- أخواته: له أربع أخوات أولهم آمنة المجلسي «وهي أشهرهم من النساء العالمات في العصر الصفوي، وهي وزوجة محمد صالح المازندراني، ساعدت العلامة المجلسي في جمع أحاديث بحار الأنوار، ولها شرح على ألفية بن مالك وغيرها»،[32] والثانية كانت زوجة محمد علي الآسترآبادي، والثالثة زوجة العالم محمد بن الحسن الشيرواني الشهير بملا ميرزا صاحب الحواشي المعروفة على المعالم وغيره، والرابعة زوجة الميرزا كمال الدين محمد الفسوي شارح الشافية.[33]
- إخوته: له أخۤوان، أولهم اسمه عبد الله، قال عنه عبد الله الأفندي: «فقيه واعظ عالم صالح، ناقد لعلم الرجال، جليل محدّث ورع عابد»،[9] والثاني اسمه عزيز الله بن محمد تقي المجلسي وهو الأخ الأكبر للعلامة المجلسي وجد ميرزا محمد تقي محمد كاظم، له حواشي على المدارك والتهذيب،[34] وكان قليل النظير في حسن العبارة.[33]

## حياته

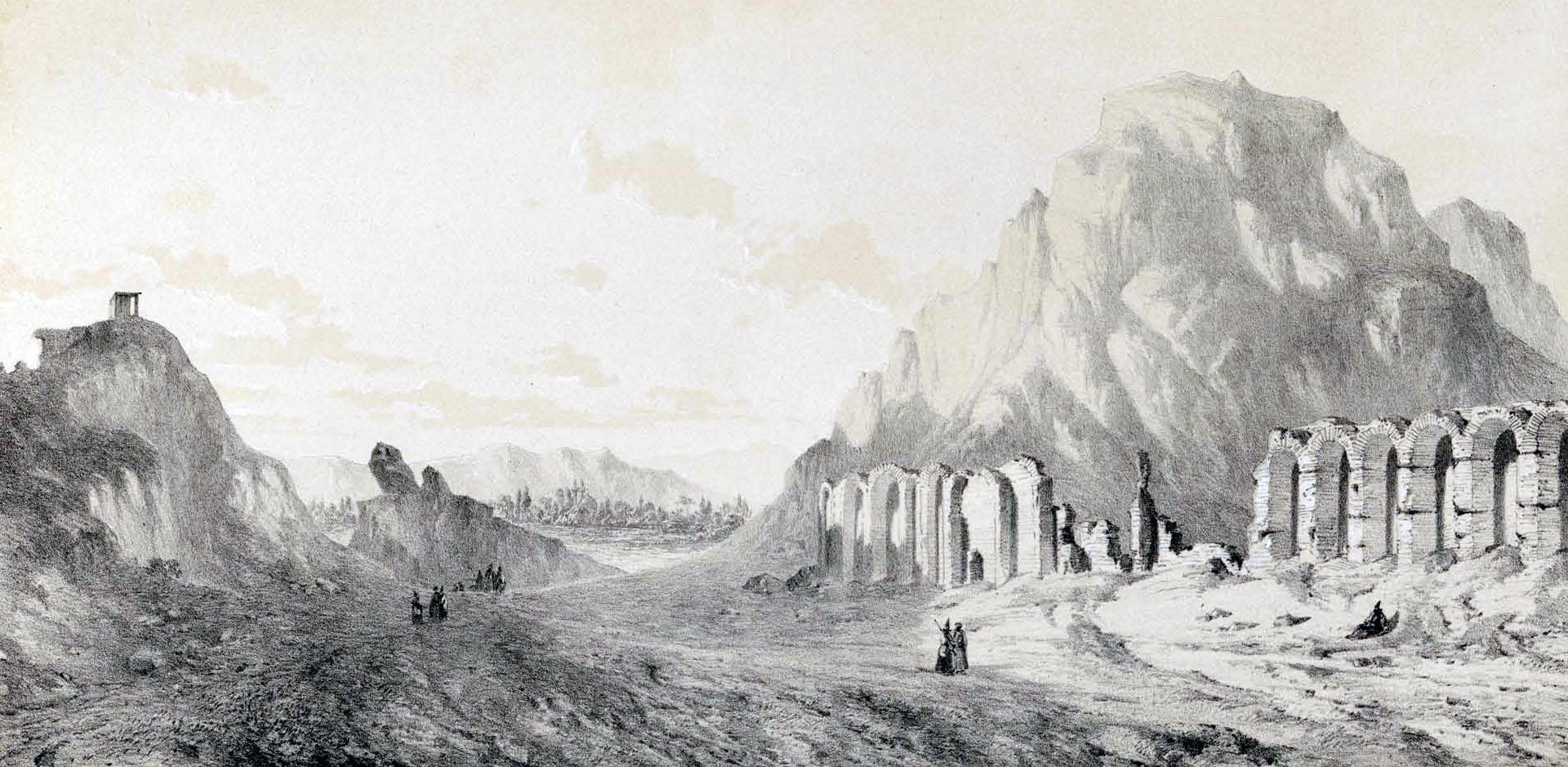
أصفهان قديما ، حيث ولد فيها المجلسي

### مولده
ولد المجلسي في مدينة أصفهان في شهر رمضان سنة 1037 هـ، في عصر الدولة الصفوية وبالتحديد في زمن حكومة الشاه عباس الأول، وذكر عبد الحسين الحسيني الخاتون آبادي أن ولادته كانت عام ألف وسبعة وثلاثين هجرية دون ذكر شهر رمضان، وقال المجلسي عن يوم ولادته: «ومن الغرائب أنه وافق تاریخ ولادتي عدد: «جامع کتاب بحار الأنوار»»، وقال يوسف البحراني: «و منه يظهر أن مولده كان السنة السابعة والثلاثين بعد الألف»، لكن الآغا أحمد البهبهاني ذكر أن ولادته كانت في أول سنة ألف وثمانية وثلاثين هجرية.

### نشأته

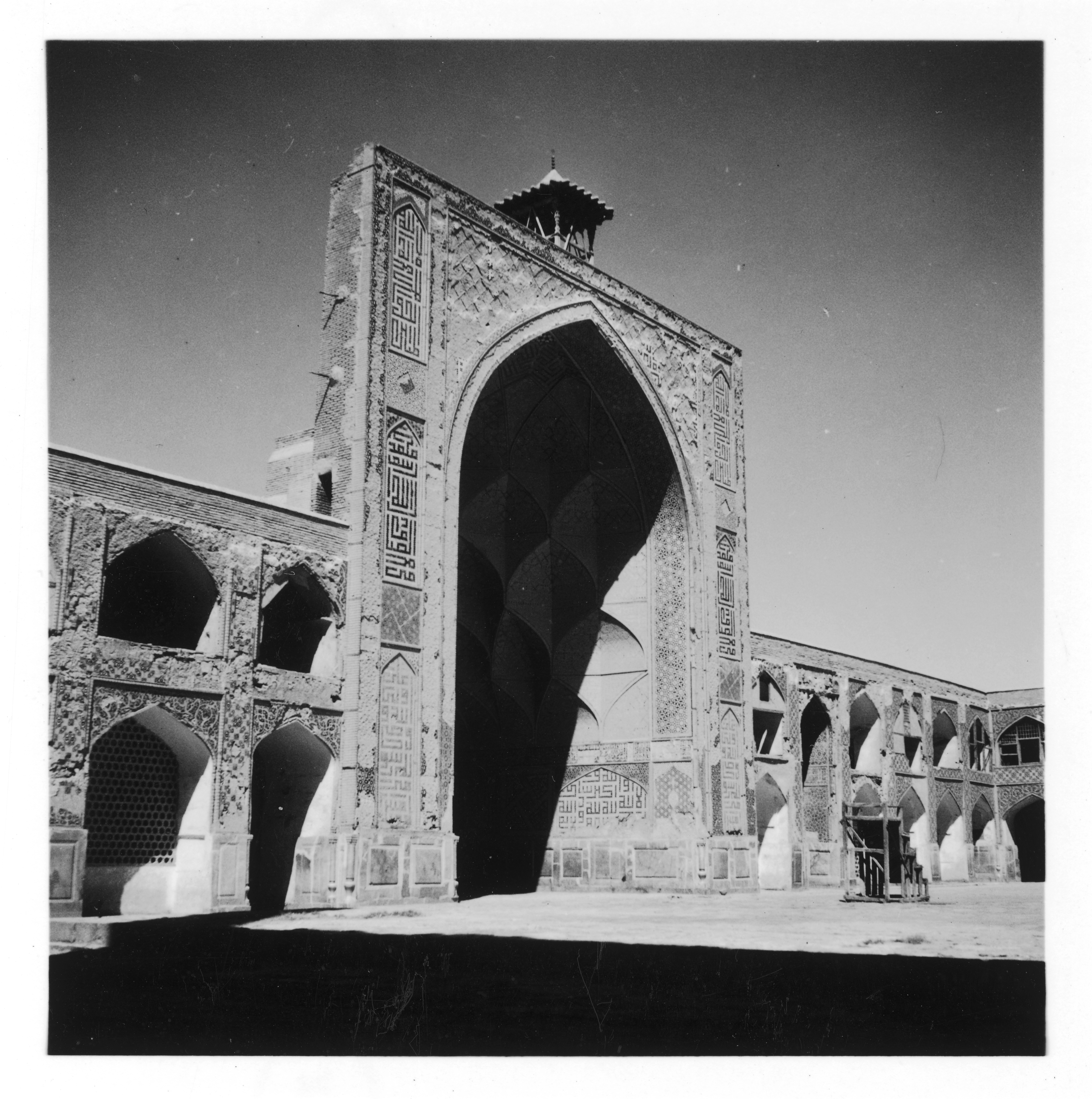
كان يعيش المجلسي مع والده خلف هذا المسجد في دار صغرة جدا

نشأ المجلسي مع والده في أصفهان وكان يعيش خلف مسجد الجامع باصفهان وهو من أقدم المساجد في إيران، ويعود إنشاؤه إلى عام 771م، وكان المنزل الذي يعيش فيه صغيرًا، يضم ساحة وثلاثة غرف، وغرفة كبيرة يطلق عليها «براني» كان يستقبل فيها الضيوف والمراجعین، وكان والده شديد الرعاية به وكان يدعوا له دائما ويوري الآغا أحمد البهبهاني قوله: «سمعت من بعض الثقات أن والده المولی محمد تقي قد قال: «إن في بعض الليالي بعد أن فزعت من صلاة الليل والبكاء والتضرع إلى الله القادر على الإطلاق عرضت لي حالة عرفت منها أن الله تعالی سیستجیب لي كل ما أسأله، وكنت افكر ماذا أسأله من الأمور الأخروية أو الدنيوية؟ بينما أنا على ذلك إذا سمعت صوت بكاء محمد باقر في المهد فقلت: إلهي بحق محمد وآل محمد و اجعل هذا الطفل من مروجي الدين وناشر أحكام سيد المرسلین صلی الله عليه وآله ووفقه بتوفيقاتك التي لا نهاية لها»، وكان المجلسي الأول ينهى زوجته أن ترضعه إلا أن تكون على وضوء. وبعد أن حظى بمقام سامي عند البلاط الصفوي وصل إلى درجة من النعيم وبسط اليد وأصبحت حالته المادية جيدة جدا، وقال میرزا حسن خان الحائري الأنصاري بشأن حياة المجلسي المادية: «لقد وصل - قدس سره - إلى درجة من النعيم وبسط اليد بحيث أن جواري مطبخه كن يلبسن ثياب ترمة صنع کشمیر، قل من حرم زينة الله التي أخرج لعباده»، وقد تصدى للإفتاء وعمره عشرون سنة، أي في حياة والده.

### دراسته
عكف المجلسي على طلب العلم منذ نعومة أظفاره، فتتلمذ على والده، وأنكبّ في عنفوان شبابه على طلب العلوم بأنواعها، ثمّ صرف همّته إلى تتبع كتب الحديث، والبحث عن أخبار وآثار أئمّة أهل البيت، وجمعها وتدوينها ودراستها، وقد أبدى رغبة كبيرة في طلب العلم ووصف تلك الفترة بقوله: «إني كنت في عنفوان شبابي حريصا على طلب العلوم بأنواعها مولعاً باجتناء فنون المعالي من أفنانها فبفضل الله سبحانه وردت حياضها وأتيت رياضها وعثرت على صحاحها ومراضها حتى ملأت كمّي من ألوان ثمارها واحتوى جيبي على أصناف خيارها وشربت من كل منهل جرعة روية وأخذت من كل بيدر حفنة...».

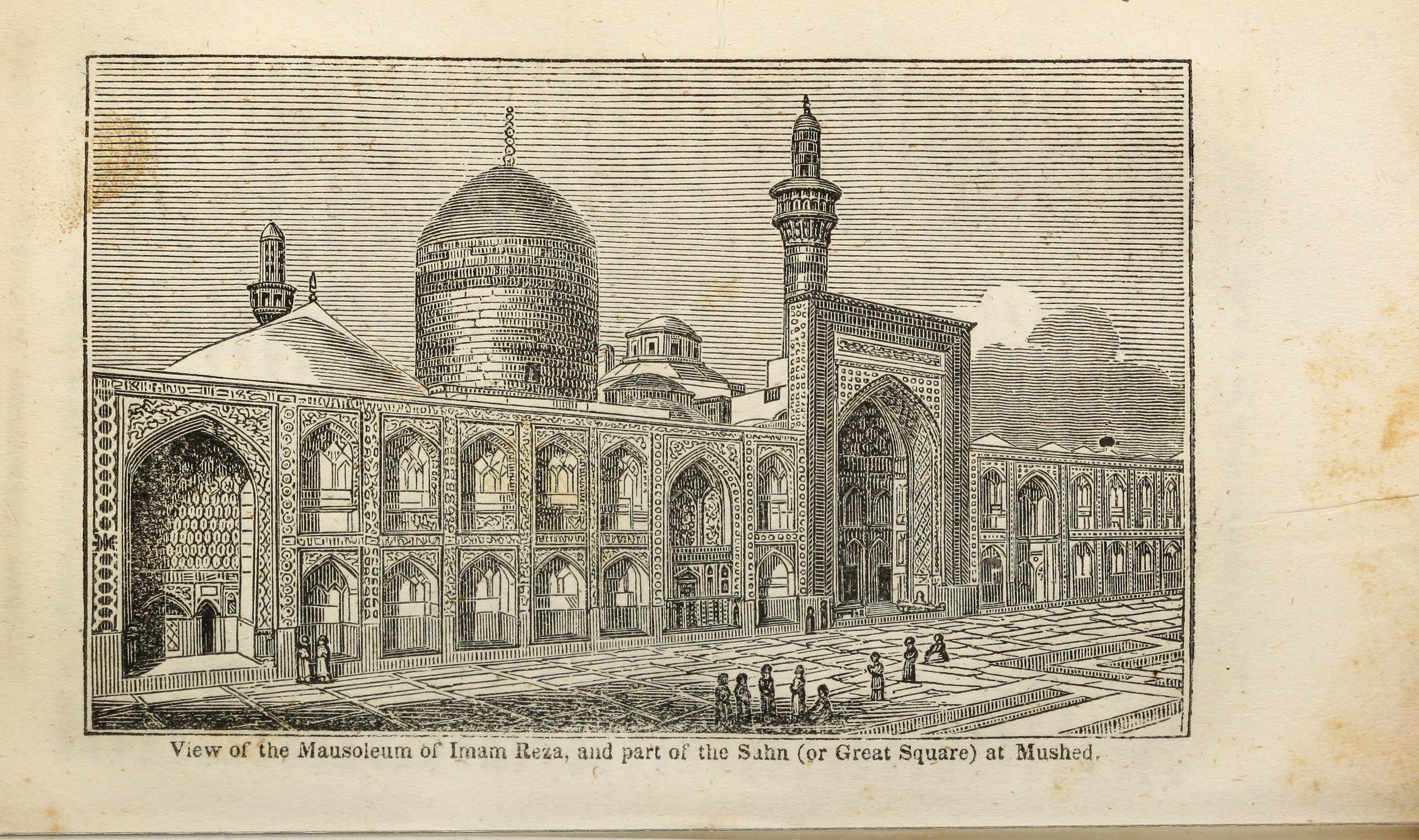
مشهد الأمام علي أبن موسى الرضا(ع) قديما ، حيث سافر المجلسي إليه عدة مرات.

### أسفاره
كان المجلسي كثير الترحال والسفر، حيث سافر مع والده إلى النجف الأشرف قبل عام 1060 هـ، وهي سنة وفاة شيخه في الإجازة شرف الدين علي بن حجة الله الشولستاني، ولقد أجازة له في النجف الأشرف، وسافر إلى مكة المكرمة لأداء فريضة الحج، وذلك حدود عام 1070 هـ، حيث قال: «شرفني الله تعالی بصحبته الشريفة في طريق الحج، فارتبطت بجنابه واهتديت بنور هدايته، وأخذت في تتبع كتب الفقه والحديث وعلوم الدين، وصرفت في خدمته أربعين سنة من بقية عمري متمتعة بفيوضاته، مشاهدة آثار کراماته، واستجابة دعواتهم»، وسافر إلى مكة عام 1080هـ أيضا، وسافر إلى مشهد علي الرضا في عامي 1085 هـ - 1086 هـ، وسافر إليه مره آخرى في عامي 1088هـ - 1089هـ.

### منصب شيخ الإسلام
عين العلامة المجلسي سنة 1098هـ بمنصب شيخ الاسلام في أصفهان، عينه الشاه سليمان الصفوي، وكان لقب شيخ الاسلام كان أعلى منصب ديني في ذلك العصر، ومن المهمام التي وكلت إليه حين تقلد المنصب: حل النزاعات والدعاوى، إدارة كافة الشۆون الدينية، حيث كانت جميع الأموال ترسل اليه، تولي مسؤولية أبناء السبيل واليتامي وغيرها.

### من نشاطاته في الدولة الصفوية
- مواجهة الحركات الصوفية.[50]
- تدريس كتب الحديث، وحلّ مبهمات تلك الكتب.
- إقامته صلاة الجماعة والجمعة، والاهتمام ببناء المساجد.
- إجابته عن استفسارات الناس وحلّ مشكلاتهم.
- إيضاح ما صعب من الكتب الأربعة.
- ترجمته ونشره الكتب العلمية باللغة الفارسية.
- اتّخاذه من المعابد والمقاهي وما شابهها مجالس للوعظ، والأمر بالمعروف والنهي عن المنكر.[9]

## وفاته

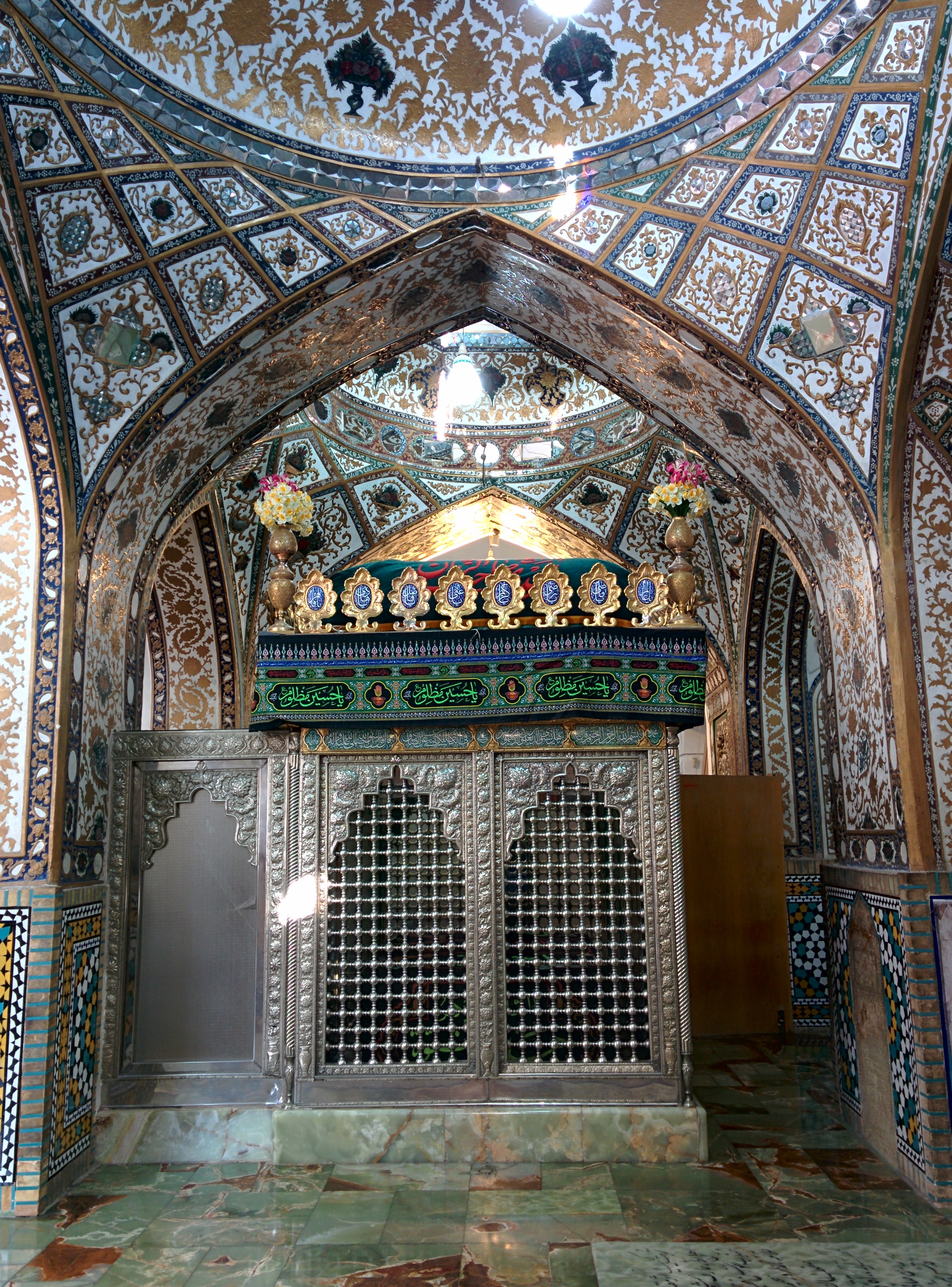
قبر المجلسي

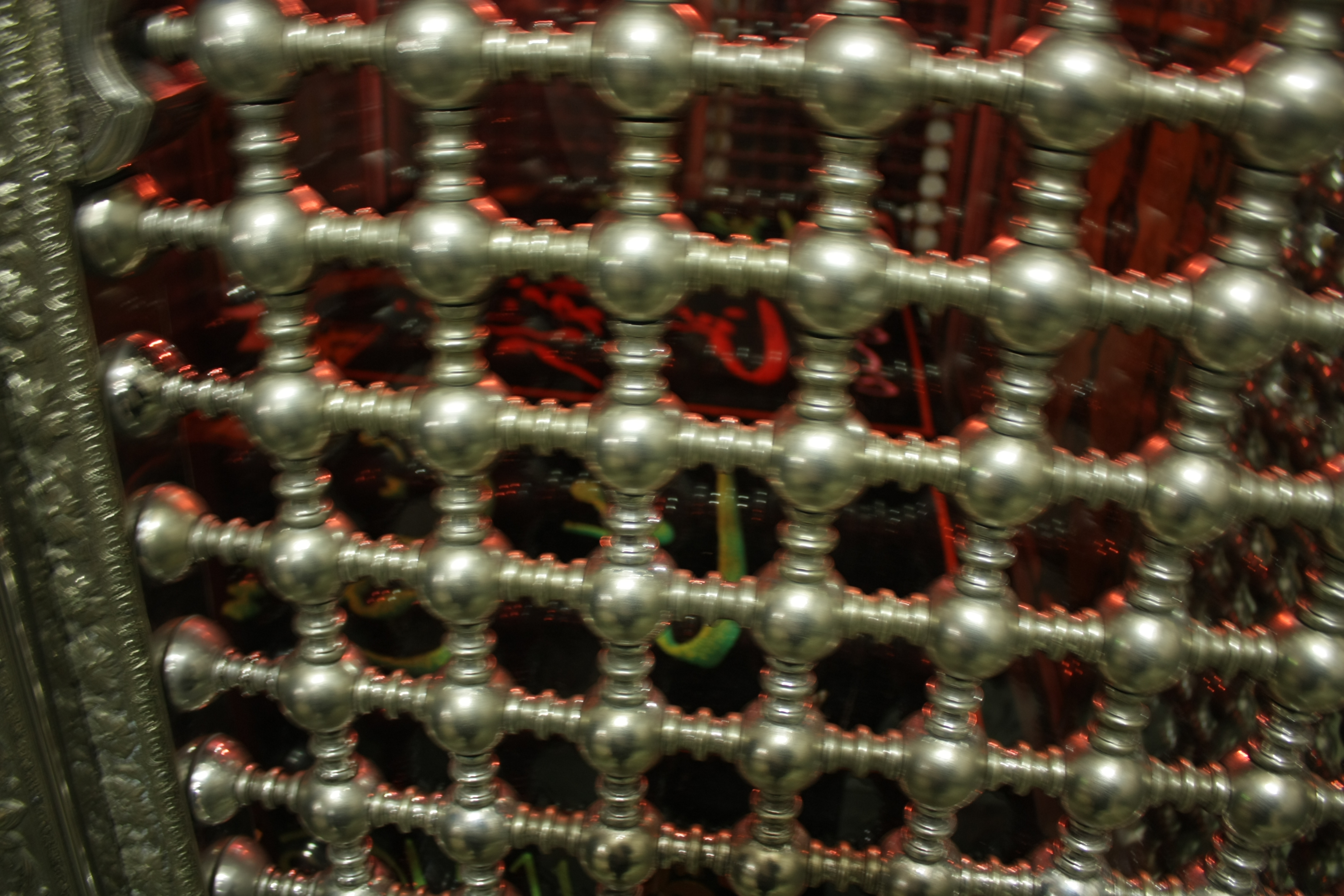
شباك القبر

### زمن وفاته
ذكر عبد الحسین الخاتون آبادي أنه توفي في 27 رمضان سنة 1111 هـ، قائلًا: «توفي المولی محمد باقر المجلسي في السابع والعشرين من شهر رمضان عام ألف ومائة وأحد عشر»، وقال يوسف البحراني: «توفي - طاب ثراه - للسنة الحادية عشرة بعد الماءة والألف، وتاريخه: «غم وحزن»»، إلا ان الخونساري صاحب كتاب الروضات نقل عن كتاب حدائق المقربين أن تاريخ وفاة العلامة المجلسي في 28 رمضان / 1110 هـ وليس 1111 هـ.
وبعد وفاته رثاه أحد الأشخاص بقوله باللغة الفارسية:

### مدفنه

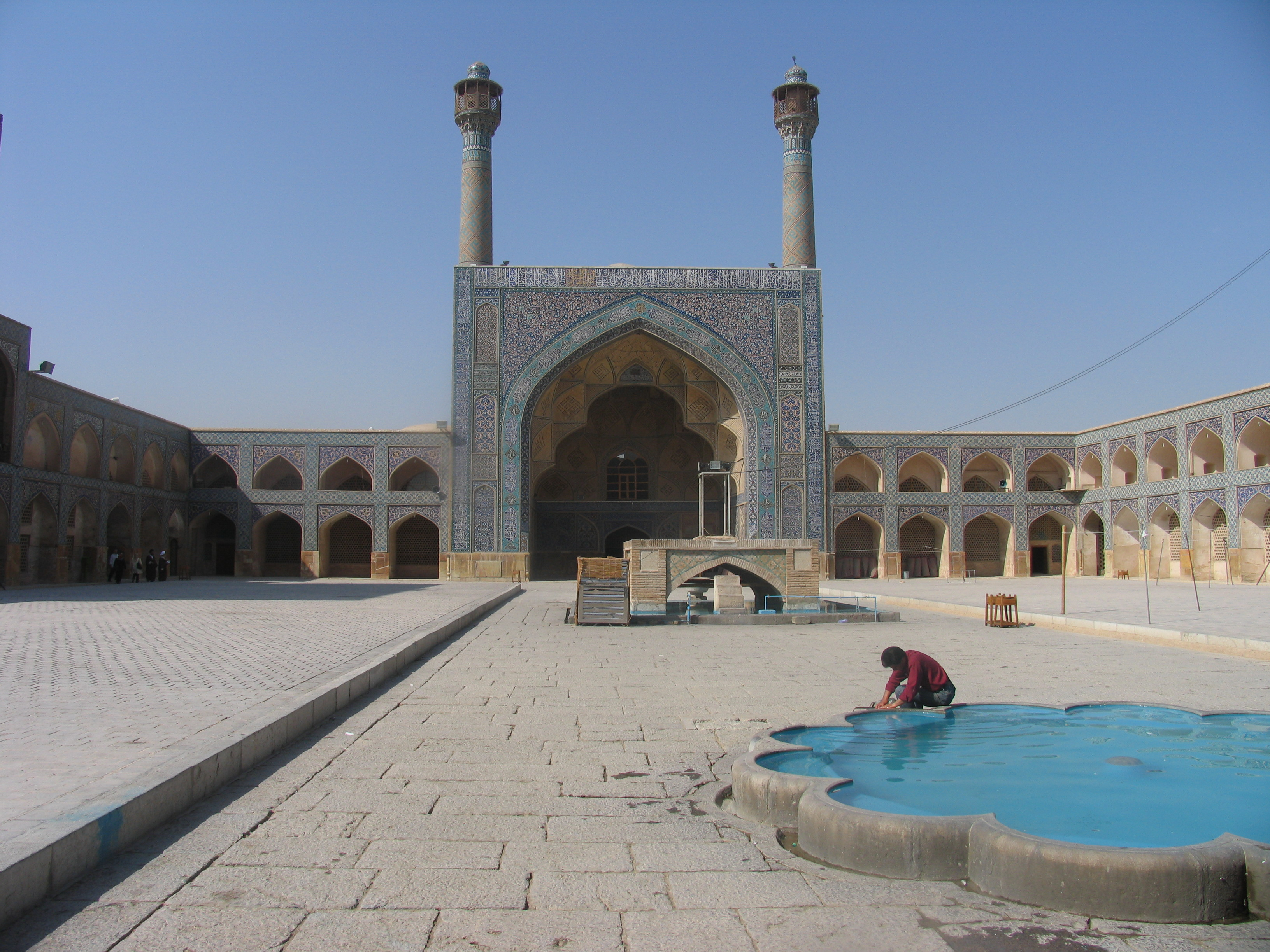
مسجد الجامع أصفهان، حيث دفن المجلسي

دفن بأصفهان في الباب القبلي من جامع العتيق في القبّة الّتي دفن فيها أبوه، ودفن قرب عدة من العلماء الذين منهم:
- محمد تقي المجلسي: والده، وهو رجل دين وفقيه ومُحدّث ومُتكلّم شيعي إيراني يُسمّى المجلسي الأول[28] وهو صاحب الكتاب المشهور بروضة المتقين وهو شرح لكتاب من لايحضره الفقيه للشيخ الصدوق[29] وله كتاب الأربعون حديثا، كان موصوفا بالزهد والفضل والصلاح والعبادة والتقوى والورع.[30]
- محمد صالح المازندراني: هو رجل دين وفقيه ومحدّث شيعي، كان من أبرز تلامذة محمد تقي المجلسي وصهره على بنته.[56] مشروح لكونه أحد شراح كتاب الكافي.[57]
- هادي المازندراني: كان عالمًا فاضلًا جليلًا، وكان ظريفا حسن الجواب. أمه آمنة المجلسي، وهو ابن محمد صالح المازندراني،[58] وصفه حسين النوري قائلًا: «الفاضل الأديب الفقيه النجيب النسيب».[59]
- محمد مهدي الهرندي: دفن في في الصندوق الواقع مما يلي باب الروضة، وصفه حسين النوري الطبرسي قائلًا:«الفاضل النحرير المولى».[59]
- محمد علي الاسترآبادي: وهو من جملة أصهار المجلسي الأول، وقبره قبلة قبر محمد صالح المازندراني شرقي القبر، قال عنه حسين النوري الطبرسي:«الفاضل المحدث المولى».[59]
- محمد تقي الألماسي: وهو ابن أخيه.[60][61]

### وصيته
جاء في وصية العلامة المجلسي:
«أما بعد: فهذا ما أوصى به المذنب الخاطىء العائر المقر القاصر ابن المولی محمد تقي، محمد باقر أوتیا کتابهما يمينا، وحوسبا حسابا يسيرا إلى أولاده وأقاربه وعشائره وأصدقائه وإخوانه وخلانه وسائر المؤمنين، أوصيهم بشهادة أن لا إله إلا هو، وحده لا شريك له، وأن محمد سيد الأنبياء ونخبة الأصفياء، عبده ورسوله ونبيه وحبيبه وخليله، وأن أمير المؤمنين علي بن أبي طالب والأئمة الأحد عشر من ولده، الذين خاتمهم قائمهم معصومون مطهرون منصوصون بالإمامة والخلافة من الله ومن رسوله صلوات الله عليهم وأجمعين، وهم حجج الله على الخلق وأشرف الخلائق بعد سید المرسلين، وأن الموت حق، وسؤال القبر حق، والبعث حق، والنشور حق، والرجعة التي تفردت بها الإمامية حق، وأن الصراط والميزان والحساب والجنة والنار حق، وأن جميع ما جاء به النبي كما بينه و أوضحه وأوصياؤه على حق، وأن الله هو الحق المبين، على ذلك أحيا وعليه أموت وعليه أبعث إن شاء الله، ثم أوصيهم ونفسي الخاطئة بتقوى الله، واتباع أوامره، واجتناب مساخطه، والتوكل عليه في جميع أمور الدنيا والدين، والتمسك بحبل الله المتين، أعني اقتفاء آثار الائمة الطاهرين، صلوات الله عليهم أجمعين، وبذل الجهد في نشر آثارهم وترويج أخبارهم، فإني لا أعلم في هذا الزمان وسيلة يرتقى بها إلى الدرجات العالية والسعادات الباقية أوثق منها، وقد بينت ما تبين لي من طرق النجاة ببرکات الأئمة الهداة في تصانیفي العربية والفارسية ما يكفي لطالب الحق واليقين، لا سيما رسالتي العقائد، وحق اليقين، ولا حول ولا قوة إلا بالله العلى العظيم، ثم إني أوصي أولادي بالتوافق والتراحم والتعاطف، وأن يوقر صغيرهم كبيرهم، ويرحم كبيرهم صغيرهم، ولا يختلفوا في شيء من أمورهم، فيغلب أعداؤهم عليهم، وجعلت ولاية صغار أولادي وأداء ديوني والعمل بوصاياي إلى قرة عيني وفلذة كبدي محمد رضا بنظارة الفاضلين العالمين العاملين الذكيين التقيين: حبيب قلبي وابن أخي مولانا محمد نصير والسيد الأيد العلامة الأمير محمد صالح مع حضورهما، وإلا فكل من حضر منهما، فليتوافقوا وليترافقوا ويهتموا لله تعالى، ورعاية لبعض حقوقي إن أذعنوا أن لي عليهم حقا، فأول وصيتي إليهم رعاية صغار أولادي، وتعليمهم وتربيتهم بلطف ورفق، وعدم تضييق الأمر في المعيشة عليهم، ثم قضاء دیوني المظنونة عندهم وإن لم يثبت شرعًا، وليبذلوا جهدهم في إبراء ذمتي من حقوق الله تعالی وحقوق الناس، وأحب أن يدفنونني إن مت في هذا البلد في جوار والدي قدس الله روحه إن تیسر مکان مناسب، ولو برفع الضفة المفتوحة إلى الخارج إلى قدر يمكن إحداث قبر ولحد فيه، بحيث لا يضر بما تحته، أو في وسط القبة مقابل قبر والدي في موضع يعرفه الأخ في الله آقا جلال المعروف، وفقه الله، وإن أمكن شراء مكان قريب من مدفنه قدس سره، کبیت الحكيم الذي أخذه ابن اختي السيد حسين علي، فإنه يمكن إحداث طريق بينهما فوق الشارع أو تحته. فليشتروا في وليوقفوا لمدفني ومدفن أولادي وأقاربي، ثم إني وقفت من تصانيفي كل ماکان بخطي كلها أو بعضها - أي نسخ الأصل - على كافة المؤمنین عربية كانت أم فارسية، وكذا النسخ التي جعلتها منتسخة للناس، وفوضت توليتها إلى أصلح أولادي الذكور، ثم إلى أصلح أولاد | أولادي الذكور، ومع التساوي في الصلاح فالأعلم مع ترتب الأعلى على الأسفل، مع وجود صالح فيهم يضبطها | ويبذلها لمستحقها، ومع فقدهم الصالح بينهم والعياذ بالله فإلى أصلح أولاد إخواني، ثم إلى أصلح أولاد بناتي، ثم إلى | اصلح أولاد أخواتي ومع فقدهم والعياذ بالله فإلى العالم المحدث الموافق لمسلکي من تلامذتي بواسطة أو بدونها ومع التعدد والاشتباه أو التشاح في جميع المراتب فإلی من عينته القرعة الشرعية، ومع وجود الولد النحرير الصالح ملا محمد رضا ينبغي للمتولي أن لا يأخذ الكتب من يده، فإنه أعرف بمواقعها، و ألتمس من أولادي أن لا يتركوا من له صحبة قديمة معي، ولا يدخلوا في امورهم من ليس له عهد ولا وفاء ولا نصيحة، وكذا تولية الكتب التي وقفتها من نماء الحمام الذي وقفه السلطان المبرور المغفور السلطان سليمان أحله الله أعلى غرف الجنان إلى الجماعة المذكورة بالترتيب المسطور، وكذا تولية جميع الكتب التي كانت لي ابتداء أو بعد والدي نور الله ضريحه، ککتب الحديث للحافظ کاظم وللسيد محمد علي رحمة الله عليهما، وكتب الحديث للسيد المبرور الشاه أبو تراب حشره الله مع الأئمة الطاهرين، وكتب السيد الجليل السيد حسن من آل برای روح الله روحه، وكتب میرزا غیاث وغيرها، وكتب والدي العلامة رفع الله مقامه، التهذيب في مجلدين وقد قوبل مع النسخة البهائية مرارة، والمجلد الأول من الكافي، والفقيه، وكتاب الرجال للسيد مصطفى ، الذي عليه حواشيه بخطه الشریف، وكل ما كان من تصانيفه بخطه قدس الله لطيفه من العربية والفارسية، كلها وقف على كافة المؤمنين، وكذا الصحيفة الكاملة بخطه، والمجموعة المشتملة على الأشعار وغيرها بخطه، والتولية في الجميع على الترتيب المذكور، وكذا کل قرآن أو صحيفة أو سائر الكتب التي كنت ناظراً عليها، أو متوليًا فيها، إلا إذا كان الشرط في الوقف على خلاف ما ذکر، فليعمل بمقتضاه، وملك کربکندي وقف على وجوه البر، فليجمع نماؤه، ويصرف في ليالي الجمع وايامها وسائر الأزمنة الشريفة إلى الفقراء والمساكين من السادات وغيرهم، وكذا نماء الأرض التي في حوالي اشکاوند من أوقاف جدة محمد رضا ولدي، ونماء الخان الواقع في تل عاشقان، مصارفه معلومة في الوقفية، وسائر الوصايا كتبتها في ورقة أخرى، وجعلتها في جوف تلك الورقة، والجميع بخطي وعليها ختمي فمن بدله بعد ما سمعه فإنما إثمه على الذين يبدلونه.»

## أخلاقة وصفاته

### ذكره للّه سبحانه
كان المجلسي محافظًا على جميع اوقاته موظفا تلك الاوقات في سبيل اللّه واعلاء كلمته، وكان لسانه دائما يلهج بذكره جل وعلا، وقد نقل عنه تلميذه نعمة اللّه الجزائري ذلك، حيث قال: «رافقته سنين طويلة، وكان معي ليل نهار، -وخلال هذه المدة الطويلة كان شديد الحذر في أعماله المباحة، فكيف يمكن ان يُتصور منه المكروه؟» ونقل عنه العلامة محمد صالح الخاتون آبادي، أذ قال: «اهتم العلامة المجلسي باقامة صلاة الجماعة، وكذلك صلاة الجمعة، وأحيا ليالي شهر رمضان المبارك بالعبادة والذكر، وإلقاء المواعظ والخطب في المساجد».

### الأمر بالمعروف والنهي عن المنكر
انتشرت في زمان المجلسي آراء الصوفية في أنحاء إيران، فلم يتحمّل مشاهدة تلك الانحرافات، فأخذ يكشفها للناس عن طريق الخطب والكلمات وتأليف الكتب التي تفضح مثل هذه الانحرافات، وتوضيح النهج الصحيح للإسلام- من وجهة نظره-.
وعندما كان المجلسي رئيسًا لدار السلطنة في إصفهان أيّام حكم الدولة الصفوية، انتشرت كذلك بعض المفاسد الأخلاقية، وكان على رأس تلك المفاسد شرب الخمور، واستطاع أن يُقنع السلطان حسين الصفوي بإصدار أمر يقضي بمنع تعاطي الخمور، ومعاقبة كلّ مَن يخالف ذلك.

### مساعدة الفقراء والمحتاجين
كان المجلسي يسعى دائمًا لرفع احتياجات الفقراء، والدفاع عن حقوقهم المغتصبة من قبل الظالمين، ويسعى بشتّى الطرق لدفع الظلم عنهم، وكان يحاول إيصال أخبار المحتاجين والفقراء إلى أسماع ولاة الأمر؛ لكي يقوموا بتحمّل مسؤوليّاتهم تجاههم.

### مساعدة العلماء
بذل المجلسي طاقاته ومساعيه كافة في سبيل الدفاع عن العلماء، وتأمين رفاههم وتحسين ظروف مـعـيـشـتـهم، وفي خلال عمره لم يتعرض العلماء أو الروحانيون لأي نقص في أمورهم المعيشية.

## بعض مواقفه

### موقفه من الفلسفة
كان المجلسي في بدابة الأمر يرى أن الفلسفة لابأس بها، إلا أنه في وقت لاحق أصبح شديد الإنكار على المتفلسفين، حيث كتب عام 1057 هـ / مجموعة من الرسائل الفلسفية والكلامية، وصدر كتاب السماء والعالم من كتابه «بحار الأنوار» بخطبة ضمنها بعض المصطلحات الفلسفية، وقال المجلسي في كتاب آخر: «ترك أكثر الناس في زماننا آثار اهل بیت نبتهم، واستبدوا بأرائهم ، فمنهم من سلك مسلك الحكماء الذين ضلوا وأضلوا، ولم يقروا بنبي، ولم يؤمنوا بكتاب، واعتمدوا على عقولهم الفاسدة، وآرائهم الكاسدة، فاتخذوهم أئمة وقادة ، فهم يأولوا النصوص الصريحة عن أئمة الهدی صلوات الله عليهم بأنه لا يوافق ما ذهب إليه الحكماء، مع أنهم يرون أن دلائلهم وشبههم لا تفيد ظنأ ولا وهمأ، بل ليس أفكارهم إلا كنسج العنكبوت ، و أيضا يروون تخالف أهوائهم و تباین آرائهم، فمنهم مشاؤون، ومنهم إشراقيون، قل ما يوافق رأي إحدى الطائفتين رأي الأخرى، ومعاذ الله أن يتكل الناس إلى عقولهم في أصول العقائد، فيتحيرون في مراتع الجهالات ، و لعمري أنهم كيف يتجرؤون أن يأولوا النصوص الواضحة الصادرة عن أهل بيت العصمة والطهارة، لحسن ظنهم بیوناني کافر، لا يعتقد دین و مذهب».
نعرف من كتابتة لهذه الرسائل الفلسفية والكلامية أنه كان درس الفلسفة والكلام في عنفوان شبابه، ولم يكن موقفه اتجاه هذين العلمين ناشئا عن جهله بهما.
وقد التحق لاحقًا بجماعة من العلماء الذين ثاروا ضد الفلسفة بعد أن رأى إفراط الحوزات العلمية في تعلم هذا العلم وتركها لأحاديث أهل البيت، مما سبب ابتعادهم عن شريعة السماء.
وقال أيضًا بشأن هجر وإعراض الناس في زمانه عن القرآن وأخبار أهل البيت وخلط الحقائق الشرعية بالمصطلحات الفلسفية: «و في قريب من عصرنا لما  ولع الناس بمطالعة كتب المتفلسفين، ورغبوا عن الخوض في الكتاب والسنة وأخبار الأئمة الدين ، وصار بعد العهد عن أعصارهم لا سبية لهجر آثارهم ، وطمس أنوارهم ، واختلطت و دنية ، صارت هذه المسألة معترك الآراء ومصطدم الأهواء، فمال ابهات المضلين، وروجوها بين المسلمين، فضلوا وأضلوا، وطعنوا على أتباع الشريعة حتى ملوا وقلو».
ويقول بشأن المعاد الجسماني الذي أشتغله فيه المتفلسفين كثيرًا: «اعلم أن القول بالمعاد الجسماني مما اتفق عليه جميع المليين، وهو من ضروریات الدین و منکره خارج عن عداد المسلمين، والآيات الكريمة في ذلك ناصة لا يعقل تأويلها، والأخبار فيه متواترة لا يمكن ردوها ولا الطعن فيها، وقد نفا أكثره ملاحدة الفلاسفة تمسكة بامتناع إعادة المعدوم ولم يقيموا دليلا عليه، بل تمسکوا تارة بادعاء البداهة، واخرى بشبهات واهية لا يخفى ضعفها على من نظر فيها بعين البصيرة واليقين و ترك تقليد الملحدين من المتفلسفين».
وعن سبب تركه الفلسفة والحكمة يقول التنكابني: «كان العلامة المجلسي يدرس المعقول ،  ففي يوم من الأيام أخذ يشرح المذهب الدهري، فقال أحد الطلاب: هذا المذهب حق، وقام من مجلسه ليخرج، | فأضر عليه العلامة المجلسي ليجلس کي يسمع أدلة رد هذا المذهب، لكنه أعاد قوله: هذا المذهب حق، ولا رد عليه. فبعد هذا قد ترك المجلسي تدريس الكلام والحكمة».

### موقفه من التصوف والعرفان
كان المجلسي شديد الإنكار على المتصوفة وكتب كتبا كثيرة في الرد عليهم حتى أنه أتهم أنه يضطهدهم حيث قال في كتابه الإعتقادات: «وطائفة من أهل دهرنا اتخذوا البدع ديناً يعبدون الله به، وسموه بالتصوف، فاتخذوا الرهبانية عبادة مع أن نبينا  قد نهى عنها، وأمر بالتزويج، ومعاشرة الخلق، والحضور في الجماعة، والاجتماع مع المؤمنين في مجالسهم، وهداية بعضهم بعضاً، وتعلّم أحكام الله تعالى وتعليمها، وعيادة المرضى، وتشييع الجنائز، وزيارة المؤمنين، والسعي في حوائجهم، والأمر بالمعروف والنهي عن المنكر، وإقامة حدود الله، ونشر أحكام الله، والرهبانية التي ابتدعوها تستلزم ترك جميع تلك الفرائض والسنن ، ثم إنهم في تلك الرهبانية أحدثوا عبادات مخترعة؛ فمنها الذكر الخفي، الذي هو عمل خاص على هيئة خاصة لم يرد به نص ولا خبر، ولم يوجد في كتاب ولا أثر، ومثل هذا بدعة محرمة بلا شك ولا ريب. قال رسول الله: «كل بدعة ضلالة، وكل ضلالة سبيلها إلى النار». ومنها الذكر الجلي الذي يتغنون فيه بالأشعار، ويشهقون شهيق الحمار، ويعبدون الله بالمكاء والتصدية. ويزعمون أن ليس لله تبارك وتعالى عبادة سوى هذين الذكرين المبتدعين، ويتركون جميع السنن والنوافل، ويقنعون من الصلاة الفريضة بنقر كنقر الغراب، ولولا خوف العلماء لكانوا يتركونها رأساً، ثم إنهم لعنهم الله لا يقنعون بتلك البدع؛ بل يحرفون أصول الدين، ويقولون بوحدة الوجود، والمعنى المشهور في هذا الزمان المسموع من مشائخهم، كفر بالله العظيم، ويقولون بالجبر وسقوط العبادات وغيرها من الأصول الفاسدة السخيفة ، فاحذروا يا إخواني، واحفظوا إيمانكم وأديانكم من وساوس هؤلاء الشياطين وتسويلاتهم، وإياكم أن تخدعوا من أطوارهم المتصنعة التي تعلقت بقلوب الجاهلين.» وذكر آغا بزرك الطهراني أن العلامة المجلسي نهی تلميذه نعمة الله الجزائري عن إتمام کتابه «مقامات النجاة في شرح الأسماء الحسنی» وذلك بسبب ما أورد فيه من المقامات العرفانية والأشعار المناسبة بمذاق العرفاء.

## أساتذته وتلامذته

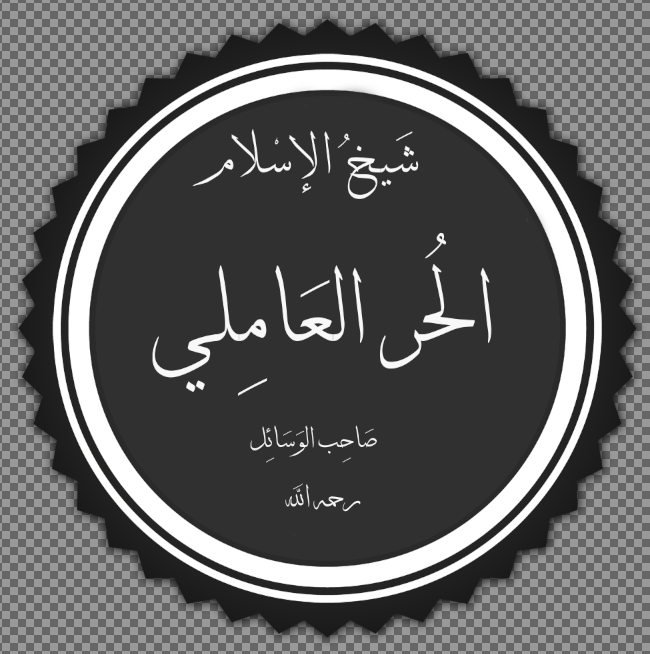
تخطيط لإسم الحر العاملي وهو من أبرز من سمع منهم المجلسي.

### أساتذته ومن سمع منهم
أورد حسين النوري الطبرسي في كتابه «الفيض القدسي في ترجمة العلامة المجلسي» قائمة بأسماء أساتذة ومشايخ المجلسي بلغ عددهم 18 شيخًا، ومن أبرزهم:
- الحر العاملي (8 رجب 1033 هـ / 1623 - 21 رمضان 1104 هـ / 1692)، فقيه ومرجع ومُحدِّث شيعي إخباري،[72] صاحب كتاب تفصيل وسائل الشيعة إلى تحصيل مسائل الشريعة.[73]
- محمد تقي المجلسي (1003 هـ - 1070 هـ)، والده، وهو فقيه ومُحدّث ومُتكلّم شيعي إيراني يُسمّى المجلسي الأول.[74]
- الفيض الكاشاني (1007 هـ - 1091 هـ)، فقيه ومفسر ومحدّث ومتكلم وفيلسوف شيعي في القرن الحادي عشر الهجري، وهو من فلاسفة مدرسة الحكمة المتعالية التي أسسها صدر الدين الشيرازي.[75]
- علي خان المدني (1051 هـ - 1119 هـ)، يعرف أيضا بـابن معصوم، وهو فقيه وأديب عربي حجازي شيعي عاش معظم حياته في الهند، وينتهي نسبه إلى زيد بن علي.[76]

- خليل بن الغازي القزويني (1001 هـ - 1089 هـ)، رجل دين وفقيه شيعي فارسي كان على علاقة جيده مع الشاه عباس الصفوي،[77] وكان أخبارياً متشدداً تجاه الأصولية والأصوليين[78]
- محمد صالح المازندراني (ت. 1086 هـ)، رجل دين وفقيه ومحدّث شيعي، كان من أبرز تلامذة محمد تقي المجلسي وصهره على بنته.[79]
- محمد طاهر القمي الشيرازي (ت. 1098 هـ)، رجل دين وفقيه ومُحدّث ومتكلم شيعي إيراني، له مؤلفات مؤلفات عديدة،[80] أهمها كتاب الأربعون حديثاً ودليلاً في إمامة الأئمة الطاهرين[81]

### تلامذته والرواة عنه
نقل البعض أن عدد تلامذة المجلسي بلغ الألف، كل منهم عالم في الفن الذي تخصص فيه، وذكر منهم الميرزا حسين النوري 49 تلميذاً، وذكر أحمد الحسيني 272 من تلامذته الذين أخذوا منهم الإجازة، ومن أبرزهم:

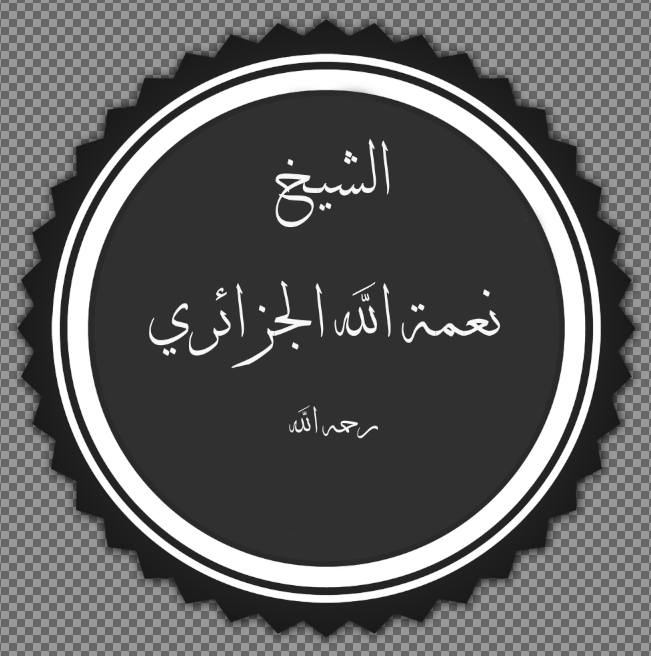
تخطيط لإسم نعمة الله الجزائري، الذي هو من أبرز تلامذة العلامة المجلسي

- عبد الله الأفندي (1066 هـ - 1130 هـ)، رجل دين وفقيه شيعي فارسي، صاحب الكتاب المعروف برياض العلماء وحياض الفضلاء.[84]
- نعمة الله الجزائري (1050 هـ - 1112 هـ)، المعروف بالمحدث الجزائري[85] وهو رجل دين وفقيه ومُحدّث ومُفسّر شيعي،[86] وهو من السادة الجزائريين، ويرجع نسبه إلى موسى الكاظم،[87][88] قرأ عليه العلامة المجلسي شيء العلوم العقلية والنقلية وعدة من كتب الحديث، فمما قرأ عليه من كتب الحديث كتاب «من لا يحضره الفقيه» فأجاز له فيه في سنة 1075هـ، وكتاب «تهذيب الأحكام» فكتب له انهاءا في أخر كتاب الزكاة منه من دون تاريخ وكتاب «نهج البلاغة» فأجازه فيه في شوال سنة 1096هـ.[89]
- محمد المشهدي القمي(ت. 1125 هـ)، رجل دين وفقيه ومُحدّث ومُفسّر شيعي إيراني؛ مشهورٌ لتأليفه كتابه التفسيري كنز الدقائق حتى صار يُعرف به فيُقال له صاحب كنز الدقائق[90]
- محمد رفيع الجيلاني (ت. 1160 هـ)، فقيه شيعي إيراني أصله من جيلان إلّا أنه عاش أكثر حياته في مشهد حتى أُضيف لقب المشهدي إلى إسمه[91] وأجاز له المجلسي في السابع ذي الحجة سنة 1087هـ.[92]
- سليمان الماحوزي (1075 هـ - 1121 هـ)، رجل دين وفقيه ومتكلم وأديب وشاعر شيعي بحراني كان من علماء الشيعة البارزين في عصره إذ انتهت إليه الزعامة الدينية في البحرين بعد وفاة أستاذه هاشم البحراني.[93]
- إسماعيل الخاتون آبادي (1013 هـ - 1116 هـ)، رجل دين وفقيه شيعي، مُجازٌ بالرواية من محمد تقي المجلسي،[94] وهو معروفٌ بكونه شارحاً من شُرّاح كتاب الكافي.[95][96]
- أبو القاسم الخونساري (1090هـ - 1158هـ)، قرأ في مقتبل شبابه على العلامة المجلسي وله منه إجازة الحديث.[97] له كتاب مناهج المعارف وحاشية الذخيرة وغيرها.[98]
- محمد بن علي الأردبيلي (1058 هـ - 1101هـ)، أصله من «أردبيل» وسكن بالنجف وكربلا طول حياته الا بعض أسفاره إلى إيران وبقائه مدة بأصبهان للاستفادة من دروس علمائها.[99]

## الآراء حوله

### ثناء العلماء عليه
- الحر العاملي:«عالم فاضل ماهر محقّق مدقّق علّامة فهّامة فقيه متكلّم محدّث ثقة ثقة، جامع للمحاسن والفضائل، جليل القدر، عظيم الشأن، أطال الله بقاءه»[100]
- يوسف البحراني:«العلّامة الفهّامة، غوّاص بحار الأنوار، ومستخرج لآلي الأخبار وكنوز الآثار، الذي لم يوجد له في عصره ولا قبله ولا بعده قرين في ترويج الدين، وإحياء شريعة سيّد المرسلين بالتصنيف والتأليف، والأمر والنهي، وقمع المعتدين والمخالفين من أهل الأهواء والبدع والمعاندين، سيّما الصوفية المبدعين»[101]
- علي البروجردي:«وهذا الشيخ كان إماماً في وقته في علم الحديث وسائر العلوم، شيخ الإسلام بدار السلطنة إصفهان، رئيساً فيها بالرئاسة الدينية والدنيوية، إماماً في الجمعة والجماعة، وهو الذي روّج الحديث ونشره، ولا سيّما في الديار العجمية، وترجم لهم أحاديث العربية بأنواعها بالفارسية، مضافاً إلى تصلّبه في الأمر بالمعروف والنهي عن المنكر، وبسط يد الجود والكرم لكلّ مَن قصده»[102]
- حسين النوري الطبرسي:«البحر المتلاطم، وفخر الأعاظم، محيي السنّة، وناشر الآثار، العلّامة المؤيّد المسدّد الربّاني المولى»[103]
- عباس القمي:«شيخ الإسلام والمسلمين، مروّج المذهب والدين، الإمام العلّامة المحقّق المدقّق»[104]
- التستري:«الأجل الأعظم الأكمل الأعلم، منبع الفضائل والأسرار والحكم، غوّاص بحار الأنوار، مستخرج كنوز الأخبار ورموز الآثار، الذي لم تسمع بمثله الأدوار والأعصار، ولم تنظر إلى نظيره الأنظار والأمصار، كشّاف أنوار التنزيل وأسرار التأويل، حلّال معاضل الأحكام ومشاكل الأفهام بأبلج السبيل وأنهج الدليل، صاحب الفضل العامر، والعلم الماهر، والتصنيف الباهر، والتأليف الزاهر، زين المجالس والمدارس والمساجد والمنابر، عين أعيان الأوائل والأواخر، من الأفاضل والأكابر، الشيخ الواقر الباقر»[105]
- محمد بن علي الأردبيلي: «أستاذنا وشيخنا، وشيخ الاسلام والمسلمين، خاتم المجتهدين، الامام، العلامة المحقق المدقق، جليل القدر، عظيم الشأن، رفيع المنزلة، وحيد عصره، فريد دهره، ثقة ثبت، عين، كثير العلم، جيد التصانيف، وأمره في علو قدره، وعظم شأنه، وسمو رتبته، وتبحره في العلوم العقلية والنقلية، ودقة نظره، وإصابة رأيه، وثقته وأمانته، وعدالته، أشهر من أن يذكر، وفوق ما يحوم حوله العبارة، وبلغ فيضه وفيض والده، رحمهما الله تعالى دينا ودنيا، بأكثر الناس من الخواص، والعوام، جزاه الله تعالى أفضل جزاء المحسنين.»[106]
- عبد الله الأفندي:«وبلغ في الفصاحة، وحسن التعبير الدرجة القصوى، والذروة العليا ولم يفته في تلك التراجم الكثيرة، شئ من دقايق نكات الألفاظ العربية، وبلغ في ترويجه الدين، أن عبد العزيز الدهلوي السنى صاحب التحفة الاثني عشرية، في رد الامامية، صرح بأنه لو سمى دين الشيعة بدين المجلسي، لكان في محله، لأن رونقه منه، ولم يكن له عظم قبله»[107]
- عبد العزيز الدهلوي صاحب كتاب التحفة الإثني عشرية: «لو قيل بأن دين الشيعة دين محمد باقر المجلسي لما جانبوا الحقيقة؛ فهو الذي أضفى على المذهب رونقا وعظمة لم يكن قد نالهما من قبل»[108]

### إنتقادات ومآخذ
كان للمجلسي منزلة ونفوذ في البلاط الصفوي، وعرف بإنتقاده الشديد للفلسفلة والعرفان والتصوف، مما أدى إلى إتهامه بعدة تهم من قبل المستشرقين، وأغلب الانتقادات الموجهة إلى المجلسي هي انتقادات بشأن الحياة السياسية له مع حكومة الدولة الصفوية، ومن الأنتقادات الموجهة إليه:
- تعاون المجلسي مع الحكومة الصفوية بشكل كبير"حيث اتهم أنه كان عالم سلطة فقط.[109]
- مدح وتمجيد الملوك الصفويين: ويظهر ذلك في مصنفاته إذ في بعض مصنفاته يبدأ بعبارات التمجيد والثناء على الشاه، ومن ذلك مافي كتاب حياة القلوب وحق اليقين[109][110][111]
- لعب دور في سقوط اصفهان: إتهمه البعض أنه كان له صلة بإسقاط مدينة أصفهان.[109]
- اضطهاد الصوفيين: نظرا لشدة إنتقاد المجلسي للتصوف، إتهمه البعض بإظطهاد الصوفيون لما تولى مناصب راقية في الحكومة الصفوية، حيث كان يدمر أماكن عباداتهم ويطردهم من أصفهان ويكفرهم.[112][113][114]
- اضطهاد الإقليات الدينية: اتهم بعض الكتاب الغربيين المجلسي باضطهاد الأقليات الدينية، على سبيل المثال: كان متهما بإجبار أهل السنة بترك مذهبهم والتحول إلى مذهب الشيعة، والضغط على الأقليات الدينية مثل الزرادشتيين واليهود والمسيحيين.[115][116]
- وعلى أثر ذلك قام بعض المؤلفين بالرد على هذه الإنتقادات، مثل كتاب "العلامة المجلسي من وجهة نظر المستشرقين"

## مؤلفاته
للمجلسي أكثر من سبعين مؤلفاً باللغتين العربيَّة والفارسيَّة، وقد عرَّبت معظم كتبه الفارسيَّة، كما ترجمت بعض المؤلَّفات العربيَّة إلى الفارسيَّة، وكذا ترجمت بعض كتبه العربيَّة والفارسيَّة إلى لغات أخرى كالأردويَّة والإنگليزيَّة وغيرها من اللغات.

بحار الأنوار من أبرز مؤلفاته

إعتقادات المجلسي

### بحار الأنوار
ويعد من أبرز مؤلفاته على الإطلاق، ومن أهم المصادر الجامعة للأحاديث عند الشيعة، ويتكون من 110 مجلدًا، وقد مُنعت طباعة بعض الأجزاء في إيران، المتضمنة لأبواب المطاعن على أبي بكر، وعمر بن الخطاب، وعثمان، وعائشة، وحفصة.
وسبب التأليف يقول المجلسي:«ثم بعد الإحاطة بالكتب المتداولة المشهورة تتبعت الأصول المعتبرة المهجورة التي تركت في الأعصار المتطاولة والأزمان المتمادية إما لاستيلاء سلاطين المخالفين وأئمة الضلال أو لرواج العلوم الباطلة بين الجهال المدعين للفضل والكمال أو لقلة اعتناء جماعة من المتأخرين بها اكتفاء بما اشتهر منها لكونها أجمع وأكفى وأكمل وأشفى من كل واحد منها. فطفقت أسأل عنها في شرق البلاد وغربها حينا وألحّ في الطلب لدى كل من أظن عنده شيئا من ذلك وإن كان به ضنينا».«و لما رأيت الزمان في غاية الفساد ووجدت أكثر أهلها حائدين عما يؤدي إلى الرشاد خشيت أن ترجع عما قليل إلى ما كانت عليه من النسيان والهجران وخفت أن يتطرق إليها التشتت لعدم مساعدة الدهر الخوان.... فأرجو من فضله سبحانه على عبده الراجي رحمته وامتنانه أن يكون كتابي هذا إلى قيام قائم آل محمد عليهم الصلاة والسلام والتحية والإكرام مرجعا للأفاضل الكرام ومصدراً لكل من طلب علوم الأئمة الأعلام» وفد أشاد بها كثير من علماء الشيعة من أمثال الخميني وآغا بزرك ومحمد حسين الطبطبائي ، وكتبت حولها الكثير من الدراسات التي من أهمها كتاب سفينة البحار لعباس القمي، وقد طبع كتاب بحار الأنوار في 110 مجلد لأول مرة في طهران ثم تم طبعه في مؤسسة دار الكتب الإسلامية وتم نشر نفس النسخ من قبل مؤسسة دار الإحياء والوفاء، وطبع في 54 مجلد بيروتي و 38 مجلد إيراني في الآونة الأخيرة. (تحميل الكتاب PDF)

### كتاب الاعتقادات
الاعتقادات أو العقائد هو كتاب أو رسالة من تأليف المُحدّث الشيعي محمد باقر المجلسي المعروف عند الشيعة بلقب العلامة المجلسي، وتُسمّى هذه الرسالة كذلك باسم الرسالة الليلية لأن الشيعة ينقلون أن المجلسي كتبها في ليلة واحدة بمشهد علي بن موسى الرضا في إيران. ويُقال لهذه الرسالة كذلك اعتقادات المجلسي تمييزاً لها عن رسالة الاعتقادات للصدوق. وتتميز هذه الرسالة أن المجلسي كتبها بعد أن أنهى موسوعته الكبيرة بحار الأنوار الجامعة لدرر الائمة الأطهار والتي هي موسوعة ضخمة فيها الكثير من أحاديث النبي محمد وأهل بيته عن طرق الشيعة، ولذلك يقول الشيعة أن المجلسي قد استوعب وحقق كثيراً في الأحاديث والسنة التي هي من الأدلة التي يرجع إليها الشيعة في اعتقاداتهم فبنى عليها ما كتبه في رسالة الاعتقادات.(تحميل الكتاب PDF)

### زاد المعاد

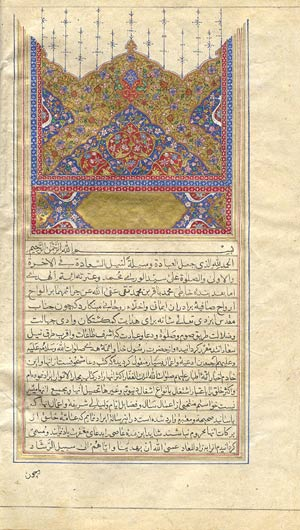
نسخة قديمة لكتاب زاد المعاد بخط المجلسي

زاد المعاد هو كتاب باللغة الفارسية يتضمن طائفة من الأعمال المستحبة فرغ منه سنة 1107 هـ، وهو في سنين عمره الأخيرة، يتضمّن الكتاب مجموعة من الأدعية والزيارات والأعمال المستحبة للأيام والأسابيع والشهور مع نبذة مختصرة عن بعض الأحكام الشرعية. وقد استحوذ الكتاب على الساحة وكان هو المتداول في أوساط المؤمنين قبل صدور كتاب «مفاتيح الجنان» الرائج تداوله اليوم بين الناس. ويتحد الكتاب عنواناً مع كتاب «زاد المعاد في هدي خير العباد» لابن قيم الجوزية في الفقه وسيرة النبي الأكرم عند أهل السنة ، حظي الكتاب باستقبال واسع من قبل القراء وقد طبع في الكثير من البلدان وذلك قبل صدور كتاب مفاتيح الجنان وانتشاره، والجدير بالذكر أن حجم زاد المعاد يبلغ نصف كتاب المفاتيح، وقد تصدى السيد حسن الموسوي لترجمة الأدعية إلى اللغة الفارسية، فيما تصدت مؤسسة الأعلمي للمطبوعات لتعريب الكتاب ونشره.(تحميل الكتاب PDF)

### مؤلفاته العربيَّة
- مرآة العقول في شرح أخبار آل الرسول (مطبوع)
- ملاذ الأخيار في فهم تهذيب الأخبار (مطبوع)
- شرح الأربعين في الأحاديث (مطبوع)
- الوجيزة في علم الرجال (مطبوع)
- الفوائد الطريفة (مطبوع)
- عقائد الإسلام (مطبوع)
- رسالة في الشكوك. (غير مطبوع)
- رسالة في الأذان. (غير مطبوع)
- المسائل الهندية. (غير مطبوع)
- حواشي متفرقة على الكتب الأربعة (غير مطبوع)

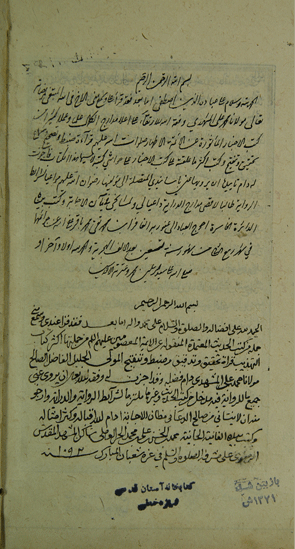
مخطوطة قديمة بيد المجلسي

- رسالة الأوزان (غير مطبوع)
- رسالة في بعض الأدعية (غير مطبوع)

### مؤلفاته الفارسيَّة
- عين الحياة(مطبوع)
- مشكاة الأنوار(مطبوع)
- شرح قصيدة دعبل(مطبوع)
- حق اليقين(مطبوع)
- حلية المتقين (مطبوع)
- أسرار وعجائب الكون(مطبوع)
- حياة القلوب(مطبوع)
- تحفة الزائر(مطبوع)
- جلاء العيون(مطبوع)
- مقباس المصابيح(مطبوع)
- ربيع الأسابيع(مطبوع)
- رسالة الديات(مطبوع)
- رسالة في الرجعة(مطبوع)
- رسالة مختصرة في التعقيب(مطبوع)
- رسالة في بيان حكمة شهادة سيد الشهداء(مطبوع)
- رسالة مفاتيح الغيب في الاستخارة(مطبوع)
- رسالة في الشكوك (غير مطبوع)
- رسالة في الأوقات (مخطوط)
- رسالة اختيارات الأيام (غير مطبوع)
- رسالة في الجنة والنار (مخطوط)
- رسالة مناسك الحج (غير مطبوع)
- رسالة في مال الناصب (غير مطبوع)
- رسالة في الكفارات (غير مطبوع)
- رسالة في آداب الرمي (غير مطبوع)
- رسالة في الزكاة (غير مطبوع)
- رسالة في صلاة الليل (غير مطبوع)
- رسالة في آداب الصلاة (غير مطبوع)
- رسالة السابقون السابقون (غير مطبوع)
- رسالة في الفرق بين الصفات الذاتية والفعلية (غير مطبوع)
- رسالة في البداء ( طبع سنة 1265)
- رسالة في الجبر والتفويض (مخطوط)
- رسالة في النكاح (غير مطبوع)
- انشاءات (غير مطبوع)
- رسالة صواعق اليهود (غير مطبوع)
- مناجاة (غير مطبوع)
- أجوبة  المسائل المتفرقة (غير مطبوع)
- رسالة  في السهام (غير مطبوع)
- شرح دعاء الجوشن الكبير(غير مطبوع)
- رسالة  في زيارة أهل القبور(غير مطبوع)
- رسالة في ترجمة الصلاة (غير مطبوع)

### من ترجماته
- ترجمة عهد أمير المؤمنين
- ترجمة  فرحة الغري
- ترجمة توحيد المفضل
- ترجمة  توحيد الرضا
- ترجمة  حديث رجاء بن أبي الضحاك
- ترجمة الزيارة الجامعة الكبيرة
- ترجمة  دعاء كميل
- ترجمة دعاء المباهلة
- ترجمة  دعاء السمات
- ترجمة  دعاء الجوشن الصغير
- ترجمة حديث عبد الله بن جندب
- ترجمة حديث أشياء ليس للعباد فيها صنع المعرفة والجهل

## مؤلفات عنه
لقد اعتنى العلماء والباحثون قديماً وحديثاً بترجمة المجلسي، وأفرده بالترجمة غير واحد في كتب مستقلة، ومنهم:

### العربية
- الفيض القدسي في ترجمة العلامة المجلسي - لحسين النوري الطبرسي[133]
- تلامذة العلامة المجلسي والمجازون منه - لأحمد الحسيني[134]
- مقدمة كتاب بحار الأنوار - عبد الرحيم الرباني الشيرازي[135]

### الفارسية
- العلامة المجلسي من وجهة نظر المستشرقين
- أنساب خاندان مجلسي - حيدر علي المجلسي[136]
- رسالة في بيان عدد مؤلفات العلامة المجلسي - محمد حسين الخاتون آبادي[137]
- زندگینامه علامه مجلسي - مصلح الدین مهدوي[138]
- علامه مجلسي - علی دوانی
- علامه مجلسی - حسن طارمی
- علامه محمد باقر مجلسی وآثار- مهین پناهی[139]
- شناسي مجلسي - حسین درگاهي وعلي أكبر تلافي[140]
- کارنامه علامه مجلسی - عطائي الخراساني[141]
- النور القدسي في ترجمة العلامة المجلسي - محمد علي الواعظ المبارکه أي الأصفهاني[142]

### الأوردية
- تذكرة المجلسي - مولوي محمد باقر صاحب مولوي[143]

## وصلات خارجية
- سطور من سيرة العلامة محمد باقر المجلسي “ره” صاحب بحار الأنوار - الاجتهاد
- السيرة الذاتية محمد باقر المجلسي (العلامة المجلسي) - مرکز تحقیقات کامپیوتری علوم اسلامی (بالفارسية)
- محمد باقر مجلسي - Encyclopædia iranica (بالإنجليزية)
- تحميل كتب العلامة المجلسي - شبكة الفكر
- قراءة كتب العلامة المجلسي - مدرسة فقاهة

### إشارات مرجعية
1. ↑  "بحار الأنوار - العلامة المجلسي - ج ١ - الصفحة تعريف الكتاب ١". shiaonlinelibrary.com. مؤرشف من الأصل في 2020-07-29. اطلع عليه بتاريخ 2021-04-04.
2. ↑  "الوجيزة في الرجال - العلامة المجلسي - مکتبة مدرسة الفقاهة". ar.lib.eshia.ir. مؤرشف من الأصل في 2020-04-15. اطلع عليه بتاريخ 2020-11-10.
3. ↑  "بحار الأنوار - العلامة المجلسي - ج ١٠٠". shiaonlinelibrary.com. مؤرشف من الأصل في 2020-02-21. اطلع عليه بتاريخ 2021-04-04.
4. ↑  "موسوعة التراجم والأعلام - المولى محمد باقر المعروف بالمجلسي الثاني". www.taraajem.com. مؤرشف من الأصل في 2021-04-04. اطلع عليه بتاريخ 2021-04-04.
5. 1 2  "تكمله أمل الآمل - الصدر، السيد حسن - مکتبة مدرسة الفقاهة". ar.lib.eshia.ir. مؤرشف من الأصل في 2020-11-10. اطلع عليه بتاريخ 2020-11-10.
6. ↑  "بحار الأنوار - العلامة المجلسي - ج ١٠٢ - الصفحة ٧٦". shiaonlinelibrary.com. مؤرشف من الأصل في 2019-11-01. اطلع عليه بتاريخ 2021-04-09.
7. ↑  "بحار الأنوار، الجامعة لدرر أخبار الأئمة الأطهار - جميع الأجزاء". alfeker.net. مؤرشف من الأصل في 2020-01-11. اطلع عليه بتاريخ 2021-04-04.
8. ↑  "الوجيزة في الرجال - العلامة المجلسي - مکتبة مدرسة الفقاهة". ar.lib.eshia.ir. مؤرشف من الأصل في 2020-11-19. اطلع عليه بتاريخ 2021-04-07.
9. 1 2 3 4  najaf (22 نوفمبر 2014). "الشيخ محمد باقر المجلسي المعروف بالعلامة المجلسي". الشیعة. مؤرشف من الأصل في 2021-01-18. اطلع عليه بتاريخ 2021-04-04.
10. ↑  "بحار الأنوار - العلامة المجلسي - ج ١٠٢ - الصفحة ٧٦". shiaonlinelibrary.com. مؤرشف من الأصل في 2021-02-16. اطلع عليه بتاريخ 2021-04-04.
11. ↑  "الكنى والألقاب - الشيخ عباس القمي - ج ٣ - الصفحة ١٤٩". shiaonlinelibrary.com. مؤرشف من الأصل في 2021-02-16. اطلع عليه بتاريخ 2021-02-16.
12. ↑  "موسوعة التراجم والأعلام - المجلسي". www.taraajem.com. مؤرشف من الأصل في 2021-04-04. اطلع عليه بتاريخ 2021-04-04.
13. ↑  "بحار الأنوار - العلامة المجلسي - ج ١٠٢ - الصفحة ١٠٥". shiaonlinelibrary.com. مؤرشف من الأصل في 2020-02-25. اطلع عليه بتاريخ 2021-04-04.
14. ↑  خدمات العلامة المجلسي، مجلة مكتب إسلام، العدد 7، ص 50.
15. 1 2  بحار الأنوار/ الفرس والمقدمة/ صفحة 7
16. ↑  ربيعي، (2010). قس بن ساعدة الإيادي: حياته، خطبه، شعره. منشورات الجمل،. مؤرشف من الأصل في 2021-04-04.
17. ↑  Muḥammad al-Mahdī al-Ḥusaynī (2006). من المساجد والمزارات في الحرمين الشريفين. دار العلوم،. مؤرشف من الأصل في 2021-04-04.
18. ↑  Muḥammad Riḍā (1992). Mùjam al-rumuz wa-al-isharat. Dār al-Muʼarrikh al-ʻArabī. مؤرشف من الأصل في 2021-04-04.
19. ↑  الموسوي الأصفهاني، ميرزا محمد (2001). مكيال المكارم في فوائد الدعاء للقائم. مؤسسة الأعلمي،. مؤرشف من الأصل في 2021-04-04.
20. ↑  Abū al-Qāsim ibn ʻAlī Akbar (1983). Muʻjam rijāl al-ḥadīth: wa-tafṣīl ṭabaqāt al-ruwāh. Manshūrāt Madīnat al-ʻIlm Āyat Allāh al-ʻUẓmá al-Khūʾī. مؤرشف من الأصل في 2021-04-04.
21. ↑  عاملي، محسن؛ ʻĀmilī، Muḥsin al-Ḥusaynī (1998). اعيان الشيعة. دار التعارف،. مؤرشف من الأصل في 2021-04-04.
22. ↑  هدية العارفین/ الجزء ۲ ص ۱۳۰۹
23. ↑  "المهذب البارع - ابن فهد الحلي - ج ١ - الصفحة ٣٥". shiaonlinelibrary.com. مؤرشف من الأصل في 2021-04-05. اطلع عليه بتاريخ 2021-04-05.
24. ↑  "بحار الأنوار - العلامة المجلسي - ج ١٠٢ - الصفحة ١٠٨". shiaonlinelibrary.com. مؤرشف من الأصل في 2021-04-06. اطلع عليه بتاريخ 2021-04-05.
25. ↑  "بحار الأنوار - العلامة المجلسي - ج ١٠٢ - الصفحة ١٠٧". shiaonlinelibrary.com. مؤرشف من الأصل في 2021-04-04. اطلع عليه بتاريخ 2021-04-04.
26. ↑  "بحار الأنوار - العلامة المجلسي - ج ١٠٢ - الصفحة ١٠٦". shiaonlinelibrary.com. مؤرشف من الأصل في 2021-04-06. اطلع عليه بتاريخ 2021-04-05.
27. ↑  "تكمله أمل الآمل - الصدر، السيد حسن - مکتبة مدرسة الفقاهة". ar.lib.eshia.ir. مؤرشف من الأصل في 2021-04-04. اطلع عليه بتاريخ 2021-04-04.
28. 1 2  "أعيان الشيعة - السيد محسن الأمين - ج ٩ - الصفحة ١٩٢". shiaonlinelibrary.com. مؤرشف من الأصل في 2019-12-13. اطلع عليه بتاريخ 2021-04-04.
29. 1 2  "أمل الآمل - الحر العاملي - ج ٢ - الصفحة ٢٥٢". shiaonlinelibrary.com. مؤرشف من الأصل في 2019-12-13. اطلع عليه بتاريخ 2021-04-05.
30. 1 2 3  "أعيان الشيعة - السيد محسن الأمين - ج ٩ - الصفحة ١٩٣". shiaonlinelibrary.com. مؤرشف من الأصل في 2020-11-17. اطلع عليه بتاريخ 2021-04-05.
31. 1 2  "بحار الأنوار - العلامة المجلسي - ج ١٠٢ - الصفحة ٧٦". shiaonlinelibrary.com. مؤرشف من الأصل في 2019-11-01. اطلع عليه بتاريخ 2021-04-04.
32. ↑  المازندراني، شرح الكافي، مقدمة المحقق، 1382 هـ، ص 2.
33. 1 2  "بحار الأنوار - العلامة المجلسي - ج ١٠٢ - الصفحة ١١٨". shiaonlinelibrary.com. مؤرشف من الأصل في 2021-04-04. اطلع عليه بتاريخ 2021-04-04.
34. ↑  "موسوعة التراجم والأعلام - عزيز الله بن محمد تقي المجلسي". www.taraajem.com. مؤرشف من الأصل في 2021-04-05. اطلع عليه بتاريخ 2021-04-05.
35. ↑  "بحار الأنوار - العلامة المجلسي - ج ١٠٢ - الصفحة ١٤٩". shiaonlinelibrary.com. مؤرشف من الأصل في 2019-12-28. اطلع عليه بتاريخ 2021-04-07.
36. ↑  مجلسي، محمد باقر بن محمد (2001). بحار الانوار الجامعة لدرر اخبار الائمة الاطهار. دار التعارف للمطبوعات،. مؤرشف من الأصل في 2021-04-07.
37. ↑  "الوجيزة في الرجال - العلامة المجلسي - مکتبة مدرسة الفقاهة". ar.lib.eshia.ir. مؤرشف من الأصل في 2020-11-16. اطلع عليه بتاريخ 2021-04-07.
38. ↑  آقا بزرك الطهراني، الذريعة، ج 1، ص 151
39. ↑  المجلسي، بحارالأنوار، ج 102، ص 105.
40. ↑  مجلسي، محمد باقر بن محمد (2001). بحار الانوار الجامعة لدرر اخبار الائمة الاطهار. دار التعارف للمطبوعات،. مؤرشف من الأصل في 2021-04-07.
41. ↑  بحراني،؛ Baḥrānī، Yūsuf (1966). لؤلؤة البحرين في الإجازات وتراجم رجال الحديث. مطبعة النعمان،. مؤرشف من الأصل في 2021-04-07.
42. ↑  Muḥammad Riḍā (1983). تاريخ العلماء عبر العصور المختلفة. مؤسسة الاعلامي للمطبوعات ،. مؤرشف من الأصل في 2021-04-07.
43. ↑  PDFSimpli. "بحار الأنوار" (PDF). PDFSimpli. مؤرشف من الأصل (PDF) في 2021-04-04. اطلع عليه بتاريخ 2021-04-07.
44. ↑  "بحار الأنوار/ الفرس والمقدمة/ صفحة 8" (PDF). مؤرشف من الأصل (PDF) في 2021-04-04.
45. ↑  "بحار الأنوار/ الفرس والمقدمة/ صفحة 9" (PDF). مؤرشف من الأصل (PDF) في 2021-04-04.
46. ↑  "بحار الأنوار/ الفرس والمقدمة/ صفحة 10" (PDF). مؤرشف من الأصل (PDF) في 2021-04-04.
47. ↑  المجلسي، بحار الأنوار، ج 1، ص 2.
48. ↑  PDFSimpli. "بحار الأنوار ص 9-10" (PDF). PDFSimpli. مؤرشف من الأصل (PDF) في 2021-04-04. اطلع عليه بتاريخ 2021-04-04.
49. ↑  "السجایا المعنوية للعلامة المجلسي". arabic.tebyan.net. مؤرشف من الأصل في 2015-05-05. اطلع عليه بتاريخ 2021-04-07.
50. ↑  البحراني، لؤلؤة البحرين، ص 55.
51. ↑  PDFSimpli. "بحار الأنوار المقدمة" (PDF). PDFSimpli. مؤرشف من الأصل (PDF) في 2021-04-04. اطلع عليه بتاريخ 2021-04-14.
52. ↑  "العلامة الكبير الشيخ محمد باقر المجلسي (قدس سره)". arabic.tebyan.net. مؤرشف من الأصل في 2015-05-05. اطلع عليه بتاريخ 2021-04-14.
53. ↑  "الكنى والألقاب - الشيخ عباس القمي - ج ٣ - الصفحة ١٤٩". shiaonlinelibrary.com. مؤرشف من الأصل في 2021-04-14. اطلع عليه بتاريخ 2021-04-14.
54. ↑  "مقبره علاّمه مجلسى و مدفونين در آن". majlesi.ahlolbait.com. مؤرشف من الأصل في 2020-11-30. اطلع عليه بتاريخ 2021-04-15.
55. ↑  "الكنى والألقاب - الشيخ عباس القمي - ج ٣ - الصفحة ١٥٠". shiaonlinelibrary.com. مؤرشف من الأصل في 2021-04-14. اطلع عليه بتاريخ 2021-04-15.
56. ↑  الحسيني، أحمد. تلامذة المجلسي. ص. ص 164.
57. ↑  "شرح أصول الكافي - 12 جزء". alfeker.net. مؤرشف من الأصل في 2020-01-11. اطلع عليه بتاريخ 2021-04-15.
58. ↑  "أعيان الشيعة - السيد محسن الأمين - ج ١٠ - الصفحة ٢٣٤". shiaonlinelibrary.com. مؤرشف من الأصل في 2020-07-03. اطلع عليه بتاريخ 2021-04-15.
59. 1 2 3  "بحار الأنوار - العلامة المجلسي - ج ١٠٢ - الصفحة ١٥٢". shiaonlinelibrary.com. مؤرشف من الأصل في 2020-01-20. اطلع عليه بتاريخ 2021-04-15.
60. ↑  "الكنى والألقاب - الشيخ عباس القمي - ج ٣ - الصفحة ١٥٠". shiaonlinelibrary.com. مؤرشف من الأصل في 2021-04-15. اطلع عليه بتاريخ 2021-04-14.
61. ↑  "بحار الأنوار - ط مؤسسةالوفاء - العلامة المجلسي - مکتبة مدرسة الفقاهة". ar.lib.eshia.ir. مؤرشف من الأصل في 2021-04-04. اطلع عليه بتاريخ 2021-04-14.
62. ↑  "ترجمه وصيّتنامه علاّمه مجلسى". majlesi.ahlolbait.com. مؤرشف من الأصل في 2020-11-30. اطلع عليه بتاريخ 2021-04-14.
63. ↑  PDFSimpli. "بحار الأنوار /  81" (PDF). PDFSimpli. مؤرشف من الأصل (PDF) في 2021-04-04. اطلع عليه بتاريخ 2021-04-14.
64. 1 2  "المجلسی وصفاته الاخلاقیه". arabic.tebyan.net. مؤرشف من الأصل في 2015-05-05. اطلع عليه بتاريخ 2021-04-07.
65. 1 2  najaf (22 نوفمبر 2014). "الشيخ محمد باقر المجلسي المعروف بالعلامة المجلسي". الشیعة. مؤرشف من الأصل في 2021-01-18. اطلع عليه بتاريخ 2021-04-07.
66. ↑  "الشيخ محمد باقر المجلسي المعروف بالعلامة المجلسي قدس سره". www.m-mahdi.net. مؤرشف من الأصل في 2021-04-07. اطلع عليه بتاريخ 2021-04-07.
67. ↑  PDFSimpli. "11" (PDF). PDFSimpli. مؤرشف من الأصل (PDF) في 2021-04-04. اطلع عليه بتاريخ 2021-04-04.
68. ↑  مجلسي، محمد باقر بن محمد (2001). بحار الانوار الجامعة لدرر اخبار الائمة الاطهار. دار التعارف للمطبوعات،. مؤرشف من الأصل في 2021-04-04.
69. ↑  موجان مؤمن ، مقدمة في الإسلام الشيعي (مطبعة جامعة ييل ، 1985) (ص 115)
70. ↑  "اعتقادات المجلسي/المقدمة - ويكي مصدر". ar.wikisource.org. مؤرشف من الأصل في 2020-11-28. اطلع عليه بتاريخ 2021-04-04.
71. ↑  PDFSimpli. "بحار الأنوار" (PDF). PDFSimpli. مؤرشف من الأصل (PDF) في 2021-04-04. اطلع عليه بتاريخ 2021-04-04.
72. ↑  العاملي, الحر. أمل الآمل. صفحات ص 73.
73. ↑  "وسائل الشيعة ط-آل البیت - الحر العاملي، الشيخ أبو جعفر - مکتبة مدرسة الفقاهة". ar.lib.eshia.ir. مؤرشف من الأصل في 2020-06-24. اطلع عليه بتاريخ 2021-04-09.
74. ↑  "أعيان الشيعة - السيد محسن الأمين - ج ٩ - الصفحة ١٩٢". shiaonlinelibrary.com. مؤرشف من الأصل في 2019-12-13. اطلع عليه بتاريخ 2021-04-09.
75. ↑  الموسوعة الميسرة في تراجم أئمة التفسير والإقراء والنحو واللغة. IslamKotob. مؤرشف من الأصل في 2021-04-09. {{استشهاد بكتاب}}: تجاهل المحلل الوسيط |9&dq= لأنه غير معروف (مساعدة)
76. ↑  "السيد علي خان المدني - مؤسسة السبطين العالمية". web.archive.org. 3 أكتوبر 2018. مؤرشف من الأصل في 2018-10-03. اطلع عليه بتاريخ 2021-04-09.{{استشهاد ويب}}:  صيانة الاستشهاد: BOT: original URL status unknown (link)
77. ↑  "الشيعة في الميزان - محمد جواد مغنية - الصفحة ١٨٢". shiaonlinelibrary.com. مؤرشف من الأصل في 2020-02-13. اطلع عليه بتاريخ 2021-04-09.
78. ↑  "مستدركات أعيان الشيعة - حسن الأمين - ج ٢ - الصفحة ٣٠٤". shiaonlinelibrary.com. مؤرشف من الأصل في 2019-12-16. اطلع عليه بتاريخ 2021-04-09.
79. ↑  "أعيان الشيعة - السيد محسن الأمين - ج ٢ - الصفحة ٩٥". shiaonlinelibrary.com. مؤرشف من الأصل في 2019-12-08. اطلع عليه بتاريخ 2021-04-09.
80. ↑  "كتاب الأربعين - محمد طاهر القمي الشيرازي - الصفحة ١١". shiaonlinelibrary.com. مؤرشف من الأصل في 2019-12-29. اطلع عليه بتاريخ 2021-04-09.
81. ↑  "الذريعة - آقا بزرگ الطهراني - ج ١ - الصفحة ٤١٩". shiaonlinelibrary.com. مؤرشف من الأصل في 2020-01-28. اطلع عليه بتاريخ 2021-04-09.
82. ↑  "الكنى والألقاب - الشيخ عباس القمي - ج ٣ - الصفحة ١٤٧". shiaonlinelibrary.com. مؤرشف من الأصل في 2021-02-16. اطلع عليه بتاريخ 2021-02-16.
83. ↑  "تلامذة المجلسي - السيد أحمد الحسيني - الصفحة ١". shiaonlinelibrary.com. مؤرشف من الأصل في 2013-10-30. اطلع عليه بتاريخ 2021-04-07.
84. ↑  "تلامذة المجلسي - السيد أحمد الحسيني - الصفحة ٣٧". shiaonlinelibrary.com. مؤرشف من الأصل في 2013-10-30. اطلع عليه بتاريخ 2021-04-09.
85. ↑  Zakī (1994). الفكر الاسلامي بين التأصيل والتجديد. دار الصفوة،. مؤرشف من الأصل في 2021-04-09.
86. ↑  زادهوش، ‌محمد‌رضا (1382-01-02). "کتاب شناسی احوال و آثار سید نعمت الله جزایری (1050-1112ق)". کتاب ماه دین (بالفارسية). 66–67 ع. 6: 48–57. مؤرشف من الأصل في 9 أبريل 2021. {{استشهاد بدورية محكمة}}: تحقق من التاريخ في: |تاريخ= (مساعدة)
87. ↑  قرآن، iqna ir | خبرگزاری بین المللی (۱۳۹۴/۰۵/۲۱ - ۱۰:۰۸). "علامه سید نعمتالله جزائری که بود؟". fa (بالفارسية). مؤرشف من الأصل في 2015-09-19. اطلع عليه بتاريخ 2021-04-08. {{استشهاد ويب}}: تحقق من التاريخ في: |تاريخ= (مساعدة)
88. ↑  الادب العربي في الاحواز: من مطلع القرن الحادي عشر الهجري الى ... - صفحة 25
89. ↑  "إجازات الحديث - العلامة المجلسي - الصفحة ٢٩٧". shiaonlinelibrary.com. مؤرشف من الأصل في 2020-02-06. اطلع عليه بتاريخ 2021-04-09.
90. ↑  "أعيان الشيعة - السيد محسن الأمين - ج ٩ - الصفحة ٤٠٧". shiaonlinelibrary.com. مؤرشف من الأصل في 2019-12-13. اطلع عليه بتاريخ 2021-04-09.
91. ↑  "تلامذة المجلسي - السيد أحمد الحسيني - الصفحة ١٠٠". shiaonlinelibrary.com. مؤرشف من الأصل في 2016-03-04. اطلع عليه بتاريخ 2021-04-09.
92. ↑  "إجازات الحديث - العلامة المجلسي - الصفحة ١٢٩". shiaonlinelibrary.com. مؤرشف من الأصل في 2019-11-17. اطلع عليه بتاريخ 2021-04-09.
93. ↑  najaf (22 نوفمبر 2014). "الشيخ سليمان الماحوزي المعروف بالمحقق البحراني". الشیعة. مؤرشف من الأصل في 2020-10-22. اطلع عليه بتاريخ 2021-04-09.
94. ↑  "تراجم الرجال - السيد أحمد الحسيني - ج ١ - الصفحة ١٠٠". shiaonlinelibrary.com. مؤرشف من الأصل في 2019-12-10. اطلع عليه بتاريخ 2021-04-09.
95. ↑  الطهراني، آغا بزرگ. الذريعة إلى تصانيف الشيعة - ج13. ص. 95. مؤرشف من الأصل في 2019-12-15.
96. ↑  الغفّار، عبد الرسول. الكليني والكافي. ص. 444. مؤرشف من الأصل في 2018-10-02.
97. ↑  "تلامذة المجلسي - السيد أحمد الحسيني - الصفحة ١٨". shiaonlinelibrary.com. مؤرشف من الأصل في 2013-10-30. اطلع عليه بتاريخ 2021-04-09.
98. ↑  "تلامذة المجلسي - السيد أحمد الحسيني - الصفحة ١٩". shiaonlinelibrary.com. مؤرشف من الأصل في 2013-10-30. اطلع عليه بتاريخ 2021-04-09.
99. ↑  "إجازات الحديث - العلامة المجلسي - الصفحة ١٢١". shiaonlinelibrary.com. مؤرشف من الأصل في 2020-02-21. اطلع عليه بتاريخ 2021-04-09.
100. ↑  "أمل الآمل - الحر العاملي - ج ٢ - الصفحة ٢٤٨". shiaonlinelibrary.com. مؤرشف من الأصل في 2021-04-06. اطلع عليه بتاريخ 2021-04-06.
101. ↑  "مجلة تراثنا - مؤسسة آل البيت - ج ٣٧ - الصفحة ٧٨". shiaonlinelibrary.com. مؤرشف من الأصل في 2021-04-06. اطلع عليه بتاريخ 2021-04-06.
102. ↑  "طرائف المقال - السيد علي البروجردي - ج ٢ - الصفحة ٣٨٨". shiaonlinelibrary.com. مؤرشف من الأصل في 2020-02-22. اطلع عليه بتاريخ 2021-04-06.
103. ↑  "خاتمة المستدرك - الميرزا النوري - ج ٢ - الصفحة ١٧٣". shiaonlinelibrary.com. مؤرشف من الأصل في 2020-01-28. اطلع عليه بتاريخ 2021-04-06.
104. ↑  "الكنى والألقاب - الشيخ عباس القمي - ج ٣ - الصفحة ١٤٧". shiaonlinelibrary.com. مؤرشف من الأصل في 2021-04-06. اطلع عليه بتاريخ 2021-04-06.
105. ↑  najaf (22 نوفمبر 2014). "الشيخ محمد باقر المجلسي المعروف بالعلامة المجلسي". الشیعة. مؤرشف من الأصل في 2021-01-18. اطلع عليه بتاريخ 2021-04-06.
106. ↑  "بحار الأنوار - العلامة المجلسي - ج ١٠٢ - الصفحة ٩". shiaonlinelibrary.com. مؤرشف من الأصل في 2019-11-01. اطلع عليه بتاريخ 2021-04-06.
107. ↑  "بحار الأنوار - العلامة المجلسي - ج ١٠٢ - الصفحة ١٤". shiaonlinelibrary.com. مؤرشف من الأصل في 2021-04-06. اطلع عليه بتاريخ 2021-04-06.
108. ↑  عاملي، محسن؛ ʻĀmilī، Muḥsin al-Ḥusaynī (1998). اعيان الشيعة. دار التعارف،. مؤرشف من الأصل في 2021-04-10.
109. 1 2 3  "دفاع از کارنامه ي سياسي علامه مجلسي". majlesi.ahlolbait.com. مؤرشف من الأصل في 2021-01-26. اطلع عليه بتاريخ 2021-04-05.
110. ↑  "زندگي سياسي علاّمه مجلسي". majlesi.ahlolbait.com. مؤرشف من الأصل في 2021-01-26. اطلع عليه بتاريخ 2021-04-05.
111. ↑  "هل کان العلامة المجلسی من المروجین للدولة الصفویة و المادحین لحکامها؟". arabic.tebyan.net. مؤرشف من الأصل في 2015-05-05. اطلع عليه بتاريخ 2021-04-07.
112. ↑  قزويني ، فوائد الصفويين ، 1988 ، ص 78.
113. ↑  جعفريان ، الصفويون في مجال الدين ، 2000 ، المجلد 2 ، ص 57-588.
114. ↑  القار ، العلامة المجلسي من وجهة نظر المستشرقين ، ص 70.
115. ↑  لوكهارت ، انقراض السلام الصفوي ، 2004 شمس ، S62-64.
116. ↑  تاروم ، المجلس المجلس ، 1389 هـ ، ص 95. 111-114.
117. ↑  "بحار الأنوار - العلامة المجلسي - ج ١٠٢ - الصفحة ٣٧". shiaonlinelibrary.com. مؤرشف من الأصل في 2019-11-01. اطلع عليه بتاريخ 2021-04-04.
118. ↑  هي الأجزاء (29 - 30 - 31)
119. ↑  موقف ياسر الحبيب من حذف النظام الإيراني لثلاثة مجلدات من بحار الأنوار the-drop.net نسخة محفوظة 5 مارس 2016 على موقع واي باك مشين. [وصلة مكسورة]
120. ↑  بحار الأنوار،ج1،صفحة 2،3،4
121. ↑  كشف الأسرار، روح الله الخميني ،ص 319.
122. ↑  مجلسي، محمد باقر بن محمد تقي، 1627 (1983). بحار الانوار: الجامعة لدرر اخبار الائمة الاطهار. مؤسسة الوفاء،. مؤرشف من الأصل في 2021-04-04.{{استشهاد بكتاب}}:  صيانة الاستشهاد: أسماء عددية: قائمة المؤلفين (link)
123. ↑  مهر تابان،ص 36،محمد حسین الحسینی الطهرانی
124. ↑  آشنايي با بحارالانوار نسخة محفوظة 23 أكتوبر 2016 على موقع واي باك مشين.
125. ↑  الطهراني، آغا بزرگ. الذريعة إلى تصانيف الشيعة - ج2. ص. 224. مؤرشف من الأصل في 2020-01-09.
126. ↑  مقدمة الطبعة الأولى للكتاب بقلم حسن درگاهي ص 11 مؤسسة الهدى للنشر والتوزيع
127. ↑  زاد المعاد، ص 10، المقدمة ، ط مكتبة فدك، الأولى 1423 هـ .
128. ↑  "الفصل الثاني في تفصيل مؤلفاته و تصانيفه". majlesi.ahlolbait.com. مؤرشف من الأصل في 2021-04-05. اطلع عليه بتاريخ 2021-04-04.
129. ↑  "بحار الأنوار - العلامة المجلسي - ج ١٠٢ - الصفحة ٤٩". shiaonlinelibrary.com. مؤرشف من الأصل في 2021-04-05. اطلع عليه بتاريخ 2021-04-05.
130. ↑  "بحار الأنوار - العلامة المجلسي - ج ١٠٢ - الصفحة ٥٠". shiaonlinelibrary.com. مؤرشف من الأصل في 2021-04-05. اطلع عليه بتاريخ 2021-04-05.
131. ↑  "بحار الأنوار - العلامة المجلسي - ج ١٠٢ - الصفحة ٤٨". shiaonlinelibrary.com. مؤرشف من الأصل في 2021-04-04. اطلع عليه بتاريخ 2021-04-05.
132. ↑  "بحار الأنوار - العلامة المجلسي - ج ١٠٢ - الصفحة ٤٨". shiaonlinelibrary.com. مؤرشف من الأصل في 2021-04-04. اطلع عليه بتاريخ 2021-04-04.
133. ↑  "الفيض القدسي في ترجمة العلامة المجلسي". majlesi.ahlolbait.com. مؤرشف من الأصل في 2020-01-29. اطلع عليه بتاريخ 2021-04-10.
134. ↑  "تلامذة العلامة المجلسي والمجازون منه". alfeker.net. مؤرشف من الأصل في 2019-08-23. اطلع عليه بتاريخ 2021-04-10.
135. ↑  "بحار الأنوار، الجامعة لدرر أخبار الأئمة الأطهار - جميع الأجزاء". alfeker.net. مؤرشف من الأصل في 2020-01-11. اطلع عليه بتاريخ 2021-04-10.
136. ↑  Khalil ibn al-Ghazi؛ Astarabadhi، Muhammad Amin ibn Muhammad Sharif؛ Alawi، Ahmad ibn Zayn al-Abidin؛ Ansari، Badr al-Din ibn Ahmad؛ Shirazi، Muhammad Hadi ibn Muhammad Muin al-Din؛ Rafia، Muhammad ibn Haydar؛ Tabrizi، Muhammad ibn Muhammad Riza Majzub؛ Jilani، Muhammad ibn Muhammad Mumin؛ al-Din، Ali ibn Muhammad Ibn Zayn (2008). مجموعة اثار المؤتمر الدولي لذكرى الشيخ ثقة الاسلام الكليني. دار الحديث،. ISBN:978-964-493-318-9. مؤرشف من الأصل في 2021-04-11.
137. ↑  مجلسي، محمد باقر بن محمد (2001). بحار الانوار الجامعة لدرر اخبار الائمة الاطهار. دار التعارف للمطبوعات،. مؤرشف من الأصل في 2021-04-11.
138. ↑  مهدوى، مصلح (1999). زندگینامه علامه مجلسی (بالفارسية). دبيرخانه همايش بزرگداشت علامه مجلسى، بخش انتشارات. مؤرشف من الأصل في 2021-04-11.
139. ↑  مجلسي، محمد باقر بن محمد (2001). بحار الانوار الجامعة لدرر اخبار الائمة الاطهار. دار التعارف للمطبوعات،. مؤرشف من الأصل في 2021-04-11.
140. ↑  مجلسي، محمد باقر بن محمد (2001). بحار الانوار الجامعة لدرر اخبار الائمة الاطهار. دار التعارف للمطبوعات،. مؤرشف من الأصل في 2021-04-11.
141. ↑  مجلسي، محمد باقر بن محمد (2001). بحار الانوار الجامعة لدرر اخبار الائمة الاطهار. دار التعارف للمطبوعات،. مؤرشف من الأصل في 2021-04-11.
142. ↑  PDFSimpli. "مقدمة بحار الأنوار / 84" (PDF). PDFSimpli. مؤرشف من الأصل (PDF) في 2021-04-04. اطلع عليه بتاريخ 2021-04-10.
143. ↑  مجلسي، محمد باقر بن محمد (2001). بحار الانوار الجامعة لدرر اخبار الائمة الاطهار. دار التعارف للمطبوعات،. مؤرشف من الأصل في 2021-04-11.

### كتب
- الذريعة إلى تصانيف الشيعة. آغا بزرگ الطهراني، طبع بيروت - لبنان، 1403 هـ / 1983 م، منشورات دار الأضواء.
- الفيض القدسي في ترجمة العلامة المجلسي - لحسين النوري الطبرسي (قراءة الكتاب)
- مقدمة كتاب بحار الأنوار - مكتبة إحياء الكتب الإسلامية (تحميل الكتاب PDF)